# Olocausto in Polonia
L'Olocausto in Polonia fece parte del più ampio piano organizzato dalla Germania nazista e ebbe luogo nella Polonia occupata dai tedeschi. Durante l'occupazione furono assassinati tre milioni di ebrei polacchi, e cioè la metà di tutti gli ebrei uccisi durante l'Olocausto.
L'Olocausto in Polonia fu caratterizzato dalla costruzione dei campi di sterminio da parte della Germania nazista, dall'uso dei gaswagen e dalle uccisioni di massa da parte delle truppe tedesche e dei loro ausiliari ucraini e lituani. I campi di sterminio giocarono un ruolo centrale nello sterminio sia degli ebrei polacchi, che degli ebrei trasportati dall'Europa occidentale e meridionale.
Ogni ramo della sofisticata burocrazia tedesca fu coinvolto nel processo di uccisione, dai ministeri degli interni e delle finanze alle aziende tedesche e alle ferrovie statali. Circa il 98% della popolazione ebraica della Polonia occupata fu ucciso dai nazisti durante l'Olocausto: circa 350000 ebrei polacchi sopravvissero alla guerra; la maggior parte dei sopravvissuti non visse mai nella Polonia occupata dai nazisti, ma visse nella zona occupata dai sovietici durante il 1939 e il 1940, e fuggì o fu evacuata dai sovietici più a est per evitare l'avanzata tedesca nel 1941.
Degli oltre 3000000 ebrei polacchi deportati nei campi di concentramento nazisti, solo circa 50000 sono sopravvissuti.

## Contesto storico
Dopo l'invasione della Polonia nel 1939, in conformità con il protocollo segreto del Patto Molotov-Ribbentrop, la Germania nazista e l'Unione Sovietica suddivisero la Polonia in due zone di occupazione. Le aree della Polonia occidentale furono annesse alla Germania. Circa il 52% del territorio della Polonia, principalmente le terre di confine di Kresy, abitate da 13,2 a 13,7 milioni di persone, inclusi 1300000 ebrei, furono annesse all'Unione Sovietica. Si stima che tra 157000 e 375000 ebrei polacchi fuggirono nell'Unione Sovietica o furono deportati verso est dalle autorità sovietiche. Nel giro di pochi mesi, gli ebrei polacchi nella zona sovietica che si rifiutarono di giurare fedeltà furono deportati in Unione Sovietica insieme ai polacchi etnici. Il numero di ebrei polacchi deportati è stato stimato in 200000-230000 persone tra uomini, donne e bambini.
Entrambe le potenze occupanti furono ostili all'esistenza di uno stato polacco sovrano. Il possesso sovietico ebbe vita breve perché i termini del patto nazista-sovietico, firmato in precedenza a Mosca, furono infranti quando l'esercito tedesco invase la zona di occupazione sovietica il 22 giugno 1941. Dal 1941 al 1943 tutta la Polonia era sotto il controllo della Germania. Il Governatorato generale, istituito nella Polonia centrale e sudorientale, comprendeva il 39% del territorio polacco occupato.

## Politica di ghettizzazione nazista
Prima della seconda guerra mondiale, vivevano 3500000 ebrei in Polonia residenti principalmente nelle città, circa il 10% della popolazione generale. Il database del Museo POLIN di Storia degli ebrei polacchi fornisce le informazioni sulle 1926 comunità ebraiche in tutto il paese. Dopo la conquista della Polonia e l'annientamento dell'intellighenzia nel 1939, le prime misure antiebraiche tedesche considerarono come primo passo la politica di espulsione degli ebrei dai territori polacchi annessi al Terzo Reich. Le province più occidentali, la Grande Polonia e la Pomerelia, furono trasformate nella nuova Reichsgau tedesca denominata Danzica-Prussia occidentale e Wartheland, con l'intento di germanizzarli completamente attraverso il processo di colonizzazione noto come Lebensraum. Annessa direttamente al nuovo distretto di Warthegau, la città di Łódź assorbì il flusso iniziale di circa 40000 ebrei polacchi costretti a lasciare le aree circostanti: in totale 204000 ebrei passarono attraverso il ghetto di Łódź. Inizialmente, dovevano essere espulsi dal Governatorato Generale ma la destinazione finale per la rimozione di massa degli ebrei fu lasciata in sospeso fino alla Soluzione Finale e messa in moto due anni dopo.
La persecuzione degli ebrei polacchi da parte delle autorità di occupazione tedesche iniziò subito dopo l'invasione, in particolare nelle principali aree urbane. Nel primo anno e mezzo, i nazisti si limitarono a spogliare gli ebrei dei loro oggetti di valore e delle proprietà per scopo di lucro, radunandoli in ghetti improvvisati e costringendoli al lavoro come schiavi. Durante questo periodo, i tedeschi ordinarono alle comunità ebraiche di nominare dei Consigli ebraici, gli Judenrät, per amministrare i ghetti e di essere "responsabili in senso stretto" dell'esecuzione degli ordini. La maggior parte dei ghetti furono istituiti in città e paesi dove la vita ebraica era già ben organizzata. In una massiccia azione di deportazione, prevista con l'uso dei treni merci, tutti gli ebrei polacchi furono segregati dal resto della società in quartieri fatiscenti (Jüdischer Wohnbezirk) adiacenti ai corridoi ferroviari esistenti. Gli aiuti alimentari dipendevano completamente dalle SS, e gli ebrei furono isolati dalla vita pubblica.

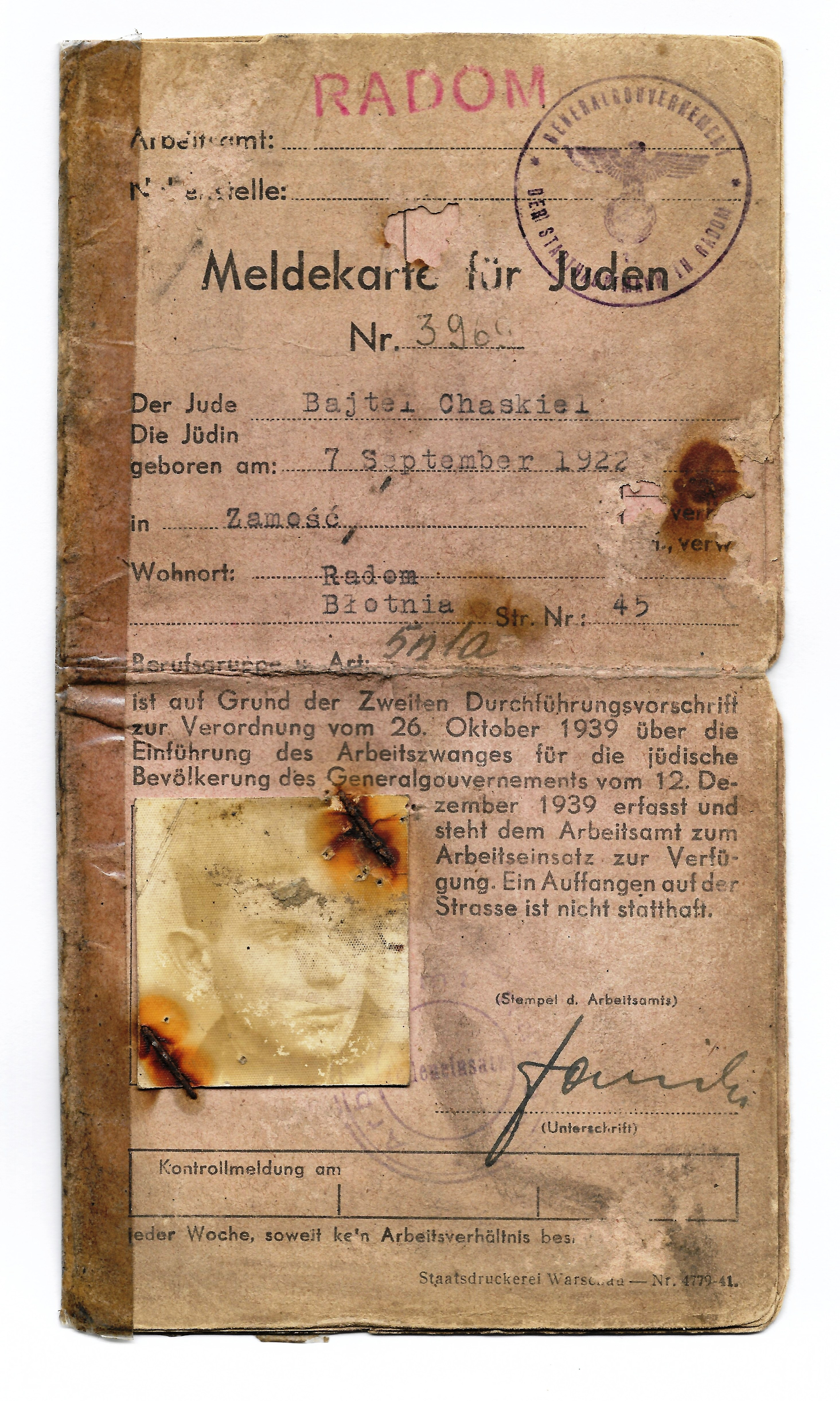
Documento di lavoro rilasciato a un giovane ebreo nella Polonia occupata.

La difficile situazione degli ebrei nella Polonia dilaniata dalla guerra potrebbe essere suddivisa in diverse fasi, definite dall'esistenza dei ghetti stessi.
Prima della formazione dei ghetti, la fuga dalle persecuzioni non comportava la pena di morte extragiudiziale. Una volta che i ghetti furono isolati dall'esterno, la morte per fame e malattie divenne dilagante, alleviata solo dal contrabbando di cibo e medicine da parte dei volontari polacchi, in quella che fu descritta da Ringelblum come "una delle pagine più belle della storia tra i due popoli". A Varsavia, fino all'80% del cibo consumato nel ghetto fu introdotto illegalmente: i buoni pasto introdotti dai tedeschi, fornivano solo il 9% delle calorie giornaliere necessarie alla sopravvivenza. Nei due anni e mezzo tra il novembre 1940 e il maggio 1943, nel ghetto di Varsavia morirono circa 100000 ebrei per fame e malattie, altri circa 40000 nel ghetto di Łódź nei quattro anni e un ulteriore quarto tra il maggio 1940 e l'agosto 1944. Entro la fine del 1941, la maggior parte degli ebrei ghettizzati non aveva più risparmi per pagare le SS per le ulteriori consegne di cibo.
I "produzionisti" tra le autorità tedesche, che tentarono di rendere autosufficienti i ghetti trasformandoli in imprese, prevalsero sugli "attrizionisti" solo dopo l'invasione tedesca dell'Unione Sovietica: i ghetti più importanti furono così temporaneamente stabilizzati attraverso la produzione di beni necessari al fronte, in questo periodo il tasso di mortalità tra la popolazione ebraica iniziò a diminuire.

## Olocausto dei proiettili

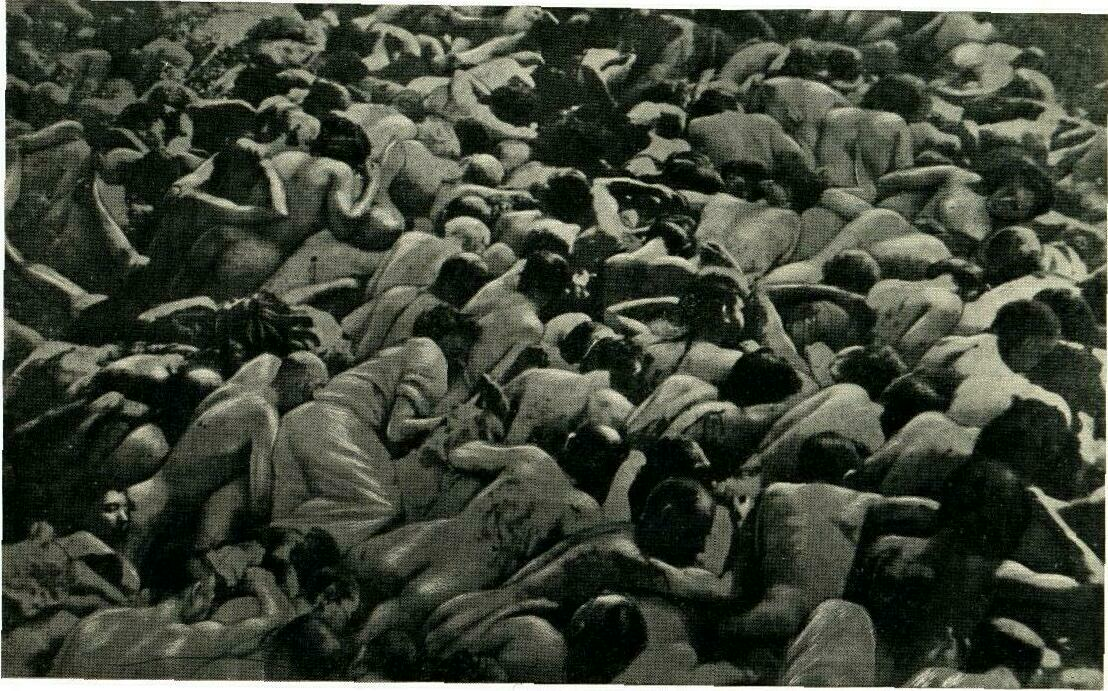
Ebrei fucilati a faccia in giù in una fossa aperta vicino a Złoczów, nel Voivodato di Tarnopol

Fin dai primi giorni di guerra, la violenza contro i civili accompagnò di pari passo l'arrivo delle truppe tedesche. Nel massacro di Częstochowa del settembre 1939, 150 polacchi ebrei erano tra i circa 1140 civili polacchi fucilati dalle truppe tedesche della Wehrmacht. Nel novembre 1939, fuori Ostrów Mazowiecka, circa 500 tra uomini, donne e bambini ebrei, furono fucilati e sepolti nelle fosse comuni. Nel dicembre 1939 circa 100 ebrei furono fucilati da soldati e gendarmi della Wehrmacht a Kolo.
Dopo l'attacco tedesco all'URSS nel giugno 1941, Himmler radunò una forza di circa 11000 uomini per perseguire il programma di annientamento fisico degli ebrei. Anche durante l'operazione Barbarossa, le SS reclutarono tra i cittadini sovietici i poliziotti ausiliari collaborazionisti. La Schutzmannschaft locale fornì alla Germania la manodopera e la conoscenza minuziosa delle regioni e delle lingue locali. In quello che divenne noto come l'"Olocausto dei proiettili", i battaglioni di polizia tedeschi Orpo, SiPo, Waffen-SS e Einsatzgruppen, insieme ad ausiliari ucraini e lituani, operarono dietro le linee del fronte, uccidendo sistematicamente decine di migliaia di uomini, donne e bambini, e in questi casi anche la Wehrmacht partecipò in molti aspetti dell'Olocausto dei proiettili.
I massacri furono commessi in oltre 30 località della Polonia, nelle zone precedentemente occupate dai sovietici, tra cui Brześć, Tarnopol e Białystok, nonché nelle capitali provinciali prebelliche di Łuck, Lwów, Stanisławów e Wilno (vedi il massacro di Ponary).
I sopravvissuti alle operazioni di sterminio di massa furono incarcerati nei nuovi ghetti, e morirono lentamente di fame per la carestia provocata dal capriccio delle autorità tedesche. A causa dei problemi igienico-sanitari, i cadaveri delle persone morte per fame e per i maltrattamenti furono sepolti a decine di migliaia nelle fosse comuni. I gaswagen furono messi a disposizione nel novembre 1941. Nel giugno 1942, Samuel Zygelbaum del Consiglio nazionale polacco riferì che tramite questi mezzi furono assassinati 35000 ebrei nella sola Lodz; riferì anche che gli agenti della Gestapo trascinarono regolarmente gli ebrei fuori dalle loro case e li uccisero per strada in pieno giorno.
Nel dicembre 1941, circa un milione di ebrei furono assassinati dalle Einsatzgruppen naziste nell'Unione Sovietica.
La politica della "guerra di distruzione" nell'est contro la "razza ebraica" divenne di dominio pubblico tra i tedeschi a tutti i livelli: il numero totale di vittime ebree delle fucilazioni nell'est è compreso tra 1,3 e 1,5 milioni. Intere regioni dietro la frontiera tedesco-sovietica furono segnalate a Berlino dagli squadroni della morte nazisti come Judenfrei.

## Soluzione finale e liquidazione dei Ghetti

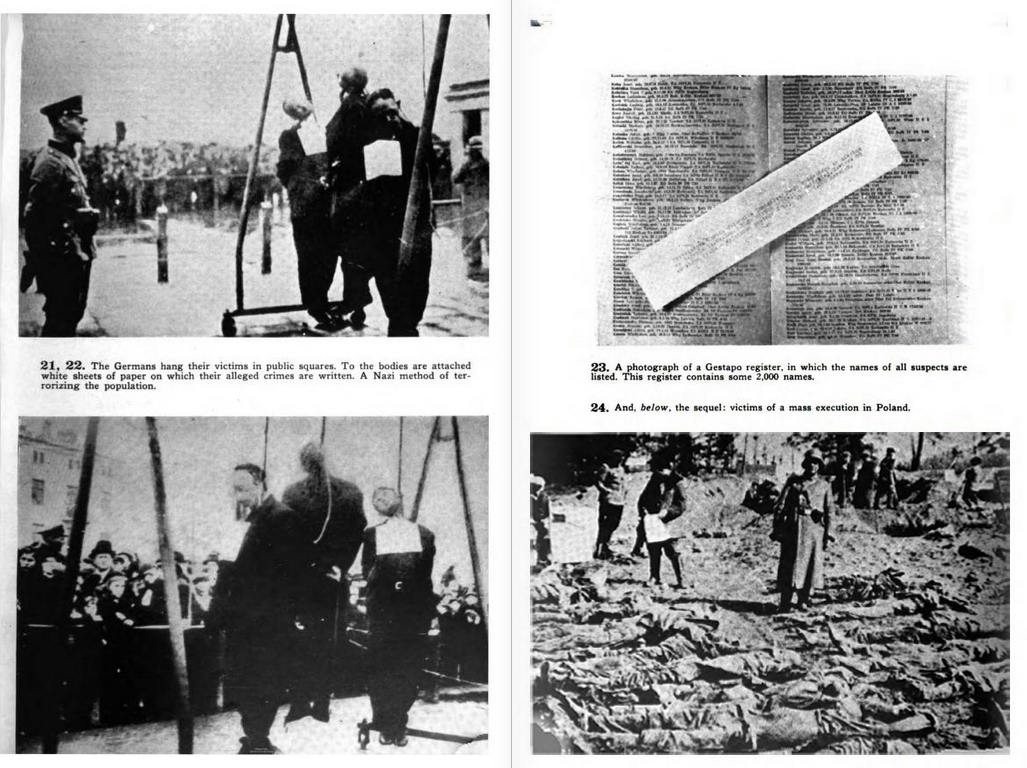
Foto dal Libro nero della Polonia, pubblicato a Londra nel 1942 dal governo polacco in esilio.

Il 20 gennaio 1942, durante la conferenza di Wannsee, il segretario di Stato del Governatorato generale Josef Bühler esortò Reinhard Heydrich a iniziare il prima possibile la proposta "soluzione finale della questione ebraica". L'uccisione tramite i gas di scarico era stata già provata in precedenza per diverse settimane nel campo di sterminio di Chełmno nell'allora Wartheland, con il pretesto del reinsediamento.
A tutti i prigionieri del ghetto condannati fu detto che sarebbero andati nei campi di lavoro e fu chiesto loro di preparare un bagaglio a mano. Molti ebrei credettero nello stratagemma del trasferimento, poiché anche le deportazioni fecero parte del processo di ghettizzazione. Nel frattempo, l'idea dell'omicidio di massa per mezzo di camere a gas fu discussa a Lublino già dal settembre 1941. Fu la precondizione per la nuova operazione Reinhard guidata da Odilo Globocnik che ordinò la costruzione dei campi di sterminio a Belzec, Sobibór e Treblinka. A Majdanek e Auschwitz, il lavoro delle camere a gas iniziò rispettivamente a marzo e maggio, preceduto dagli esperimenti con lo Zyklon B. Tra il 1942 e il 1944, la misura più estrema dell'Olocausto, lo sterminio di milioni di ebrei dalla Polonia e da tutta Europa, fu effettuato in sei campi di sterminio. Non ci furono guardie polacche in nessuno dei campi, nonostante i campi di sterminio polacchi a volte usati impropriamente. Tutti i centri di sterminio furono progettati e gestiti dai nazisti in assoluta segretezza, aiutati dai Trawniki ucraini. Ai civili fu vietato di avvicinarsi e spesso le guardie sparavano contro di loro se sorpresi vicino ai binari del treno.

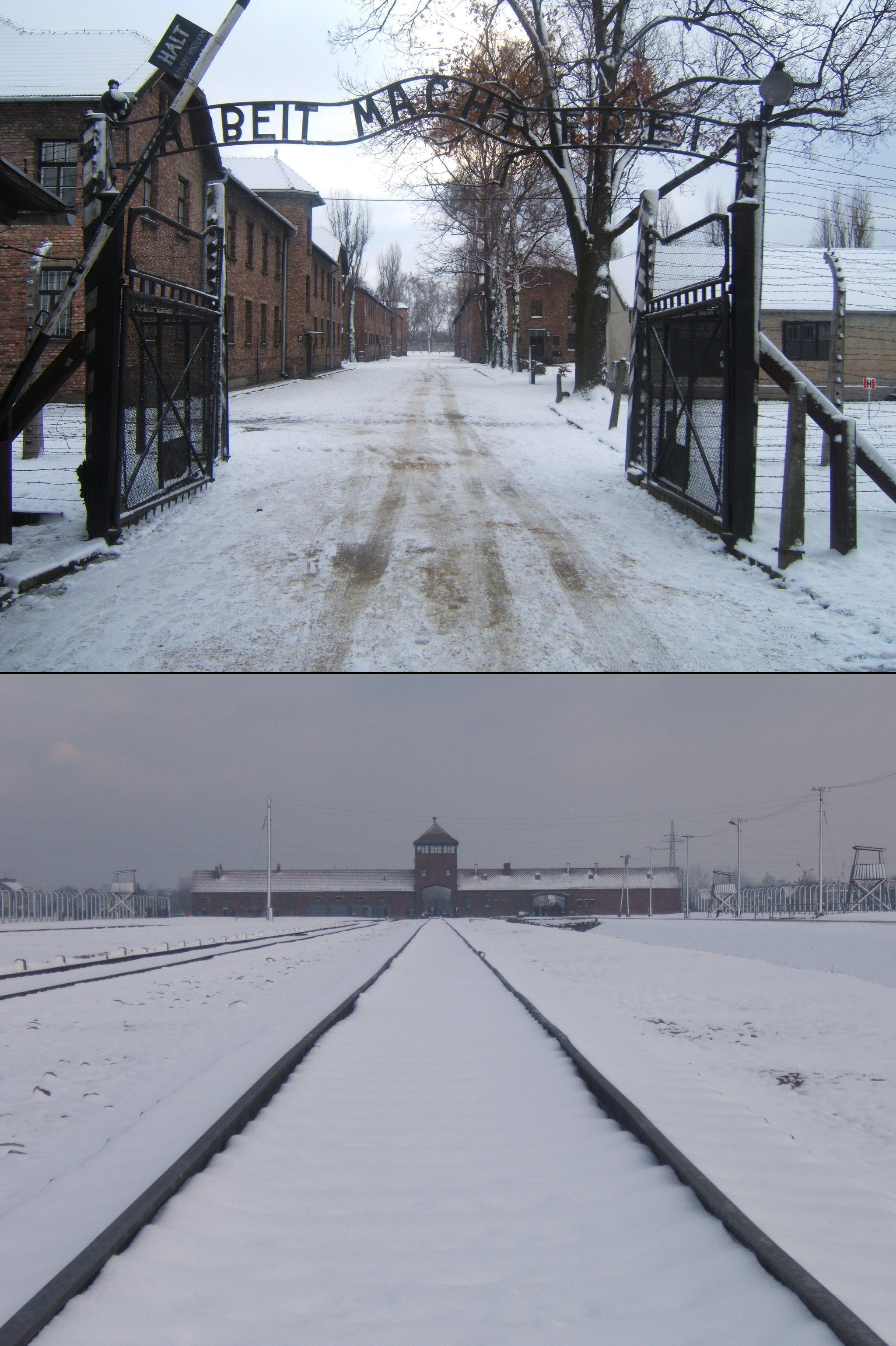
In alto: ingresso al campo di Auschwitz I con il cartello Arbeit macht Frei. In basso: l'ingresso di Auschwitz II-Birkenau

La liquidazione sistematica dei ghetti iniziò all'inizio della primavera del 1942. A quel punto l'unica possibilità di sopravvivenza fu la fuga nella "zona ariana". I rastrellamenti tedeschi per i cosiddetti treni del reinsediamento furono collegati direttamente con l'uso delle strutture di sterminio top secret costruite per le SS all'incirca nello stesso periodo da varie società di ingegneria tedesche tra cui HAHB, IA Topf, Sons of Erfurt, e CH Kori GmbH.
A differenza di altri campi di concentramento nazisti in cui i prigionieri di tutta Europa vennero sfruttati per lo sforzo bellico, i campi di sterminio tedeschi, parte integrante dell'operazione segreta Reinhardt, furono progettati esclusivamente per l'omicidio rapido e su larga scala degli ebrei polacchi e stranieri. I sorveglianti tedeschi del campo riferirono direttamente a Heinrich Himmler a Berlino, che mantenne il controllo del programma di sterminio, ma delegò il lavoro in Polonia alle SS e al capo della polizia Odilo Globocnik della riserva di Lublino. La selezione dei siti, la costruzione delle strutture e la formazione del personale si basò su un'azione simile: l'Aktion T4, il programma di "igiene razziale", ovvero l'omicidio di massa attraverso l'eutanasia, sviluppato e attuato in Germania.

## Deportazione nei campi
I treni dell'Olocausto accelerarono l'ampiezza e la durata dello sterminio, la natura chiusa dei vagoni merci ridusse il numero di truppe necessarie per proteggerli. Le spedizioni ferroviarie consentirono ai nazisti tedeschi di costruire e gestire i campi di sterminio più grandi ed efficienti e, allo stesso tempo, mentire apertamente al mondo e alle loro vittime sul programma di "reinsediamento".
Un numero imprecisato di deportati morirono durante il transito per soffocamento e sete, durante il viaggio non fu fornito né cibo né acqua. I carri merci Güterwagen furono dotati solo di una latrina a secchio. Una piccola finestra sbarrata forniva la poca ventilazione, che spesso provocò più morti. Un sopravvissuto alla rivolta di Treblinka testimoniò a proposito di uno di questi treni. Quando le porte del vagone si aprirono, si scoprì che il 90% dei circa 6000 prigionieri ebrei era già morto soffocato. I loro corpi furono gettati in una fossa comune nel Lazaret. Altri convogli simili furono diretti ai campi di sterminio sotto la direzione del Ministero dei Trasporti tedesco, e seguiti da una filiale della IBM, fino alla data ufficiale di chiusura del complesso di Auschwitz-Birkenau nel dicembre 1944.

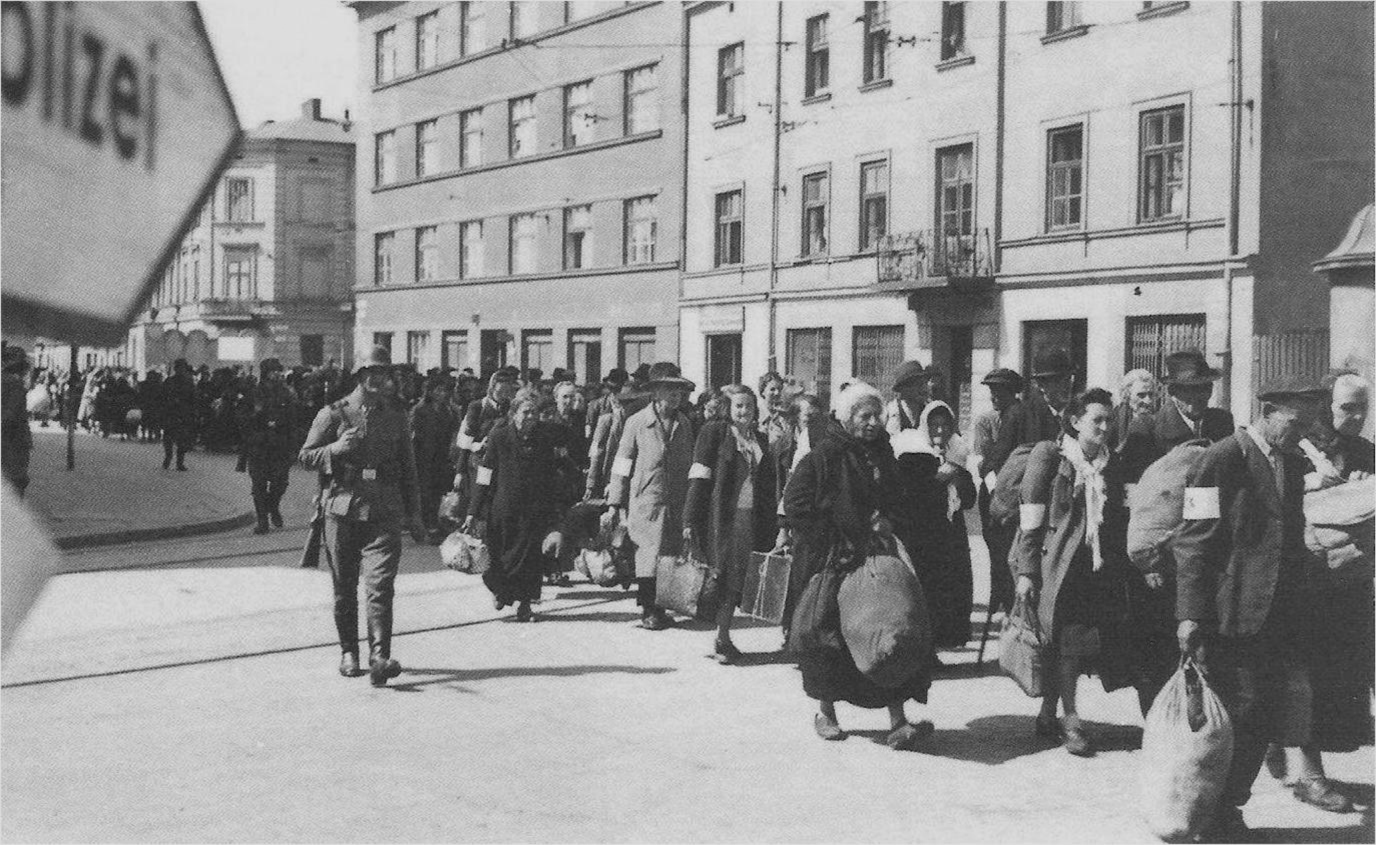
Marzo 1943, liquidazione del ghetto di Cracovia. Le famiglie camminano fino alla stazione ferroviaria di Prokocim per il "reinsediamento" con destinazione Auschwitz.

Le fabbriche della morte erano solo uno dei tanti modi usati per lo sterminio di massa, ci furono anche dei luoghi di sterminio allestiti più a est. A Bronna Góra 50000 ebrei furono assassinati nelle fosse comuni, consegnati nei ghetti di Brześć, Bereza, Janów Poleski, Kobryń, Horodec, Antopol e di altre località lungo il confine occidentale del Reichskommissariat Ostland. Per accelerare il processo di scavo delle fosse comuni furono utilizzati gli esplosivi.
Nella foresta di Sosenki, alla periferia di Równe nel Voivodato di Wołyń, furono fucilati oltre 23000 ebrei tra uomini, donne e bambini. Nella foresta di Górka Połonka 25000 ebrei furono costretti a spogliarsi e sdraiarsi sui corpi delle persone già uccise e quindi fucilati a ondate (il metodo Sardinenpackung sperimentato da Friedrich Jeckeln); la maggior parte di loro vi furono deportati dal ghetto di Łuck. Il luogo dell'esecuzione per i detenuti del ghetto di Lwów fu individuato vicino a Janowska, con 35000-40000 vittime ebree uccise e sepolte nel burrone di Piaski.
Mentre la Polizia dell'Ordine eseguì le liquidazioni dei ghetti ebraici nella Polonia occupata, caricando i prigionieri sui vagoni ferroviari e sparando a coloro che non potevano muoversi o che tentavano di fuggire, la polizia ausiliaria collaborazionista fu usata come mezzo per incutere terrore al popolo ebraico conducendo le operazioni su larga scala oltre i massacri negli stessi luoghi: furono schierati in tutti i principali siti di sterminio dell'operazione Reinhard, il terrore era uno degli obiettivi principali dell'addestramento delle SS.
I Trawniki ucraini ricoprirono un ruolo attivo nello sterminio degli ebrei nei campi di Belzec, Sobibór, Treblinka II; durante la rivolta del ghetto di Varsavia (in tre occasioni, vedi Rapporto Stroop), Częstochowa, Lublino, Lwów, Radom, Cracovia, Białystok (due volte), Majdanek, Auschwitz, il campo di concentramento di Trawniki stesso, e i restanti sottocampi del complesso del campo di Lublino-Majdanek tra cui Poniatowa, Budzyń, Kraśnik, Puławy, Lipowa, e anche durante i massacri di Łomazy, Międzyrzec, Łuków, Radzyń, Parczew, Końskowola, Komarówka e altre località, accresciute da membri delle SS, SD, Kripo, nonché dai battaglioni di polizia di riserva Orpo (ciascuno, responsabile dell'annientamento di migliaia di ebrei). Nel nord-est, la "Brigata dei bracconieri" di Oskar Dirlewanger addestrò la guardia interna bielorussa in spedizioni a scopo di omicidio con l'aiuto della polizia ausiliaria bielorussa. Entro la fine della seconda guerra mondiale in Europa, nel maggio 1945, morì oltre il 90% degli ebrei polacchi.

### Chełmno

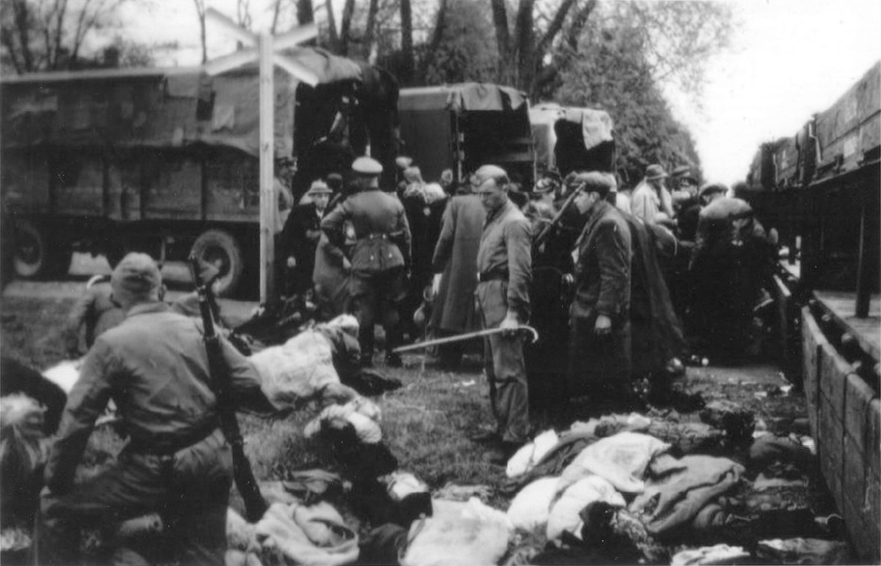
Gli ebrei inviati al campo di sterminio di Chełmno, costretti ad abbandonare i loro bagagli lungo la strada. Nella foto: il carico delle vittime inviate dal ghetto di Łódź, 1942.

Il campo di sterminio di Chełmno fu il primo campo di sterminio costruito dopo il lancio dell'operazione Barbarossa da parte di Hitler, si trattò di un progetto pilota per lo sviluppo di altri siti di sterminio. Il metodo di uccisione usato a Chełmno nacque dal programma di "eutanasia" in cui gli autobus carichi di pazienti ospedalieri ignari venivano gasati in docce a tenuta stagna a Bernburg, Hadamar e Sonnenstein. Il campo di Chełmno, a 50 chilometri da Łódź, consisteva in una tenuta feudale simile a Sonnenstein, utilizzata per spogliarsi (con una rampa di carico per i camion nella zona posteriore), nonché in una grande radura a 4 chilometri a nord-ovest di Chełmno, utilizzata sia per la sepoltura di massa sia per la cremazione dei cadaveri introdotta qualche tempo dopo.
Tutti gli ebrei del distretto Judenfrei di Wartheland furono deportati a Chełmno con il pretesto del "reinsediamento". Almeno 145000 prigionieri del ghetto di Łódź furono assassinati a Chełmno in diverse ondate di deportazioni durate dal 1942 al 1944. Tra questi vi furono anche circa 11000 ebrei provenienti da Germania, Austria, Repubblica Ceca e Lussemburgo assassinati nell'aprile 1941 e quasi 5000 rom austriaci, assassinati nel gennaio 1942. Quasi tutte le vittime furono uccise con l'uso di furgoni Sonderwagen. Nell'ultima fase dell'esistenza del campo, i corpi riesumati furono cremati all'aperto per diverse settimane durante la Sonderaktion 1005. Le ceneri miste a ossa frantumate, vennero trasportate ogni notte al vicino fiume in sacchi fatti di coperte, per rimuovere le prove dell'omicidio di massa.

### Auschwitz-Birkenau

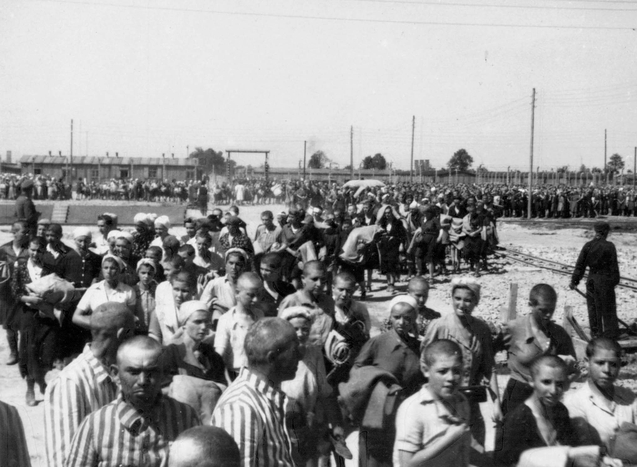
Prigionieri ad Auschwitz II–Birkenau

Il campo di concentramento di Auschwitz fu il più grande centro di sterminio nazista tedesco, situato nella Gau Alta Slesia nella Germania nazista, e 64 chilometri a ovest di Cracovia. La stragrande maggioranza dei prigionieri deportati fu assassinata poche ore dopo il loro arrivo. Il campo fu dotato delle prime camere a gas permanenti nel marzo 1942. Lo sterminio degli ebrei con lo Zyklon B iniziò a luglio. A Birkenau, le quattro installazioni per l'uccisione (ciascuna composta da guardaroba, camere a gas multiple e crematori su scala industriale) furono costruiti l'anno successivo. Alla fine del 1943, Birkenau fu coinvolta negli omicidi su scala industriale, con quattro cosiddetti "bunker" (per un totale di oltre una dozzina di camere a gas) che lavoravano 24 ore su 24. Fino a 6000 persone furono gasate e cremate lì ogni giorno, dopo lo spietato "processo di selezione" allo Judenrampe. Solo il 10% circa dei deportati dai trasporti organizzati dall'Ufficio RSHA furono registrati e assegnati alla caserma di Birkenau.
Circa 1,1 milioni di persone furono uccise ad Auschwitz. Un milione di loro erano ebrei provenienti da tutta Europa, inclusi 200000 bambini. Tra le 400000 vittime registrate (meno di un terzo degli arrivi totali ad Auschwitz) ci furono 140000-150000 polacchi non ebrei, 23000 zingari, 15000 prigionieri di guerra sovietici e 25000 altre persone. Auschwitz ricevette un totale di circa 300000 ebrei dalla Polonia occupata, imbarcati a bordo di treni merci da ghetti liquidati e campi di transito, a cominciare da Bytom (15 febbraio 1942), Olkusz (tre giorni di giugno), Otwock (ad agosto), Łomża e Ciechanów (a novembre), poi Cracovia (13 marzo 1943).
Le camere a gas e i crematori furono fatti saltare in aria il 25 novembre 1944, nel tentativo di distruggere le prove degli omicidi di massa, per ordine del capo delle SS Heinrich Himmler.

### Treblinka

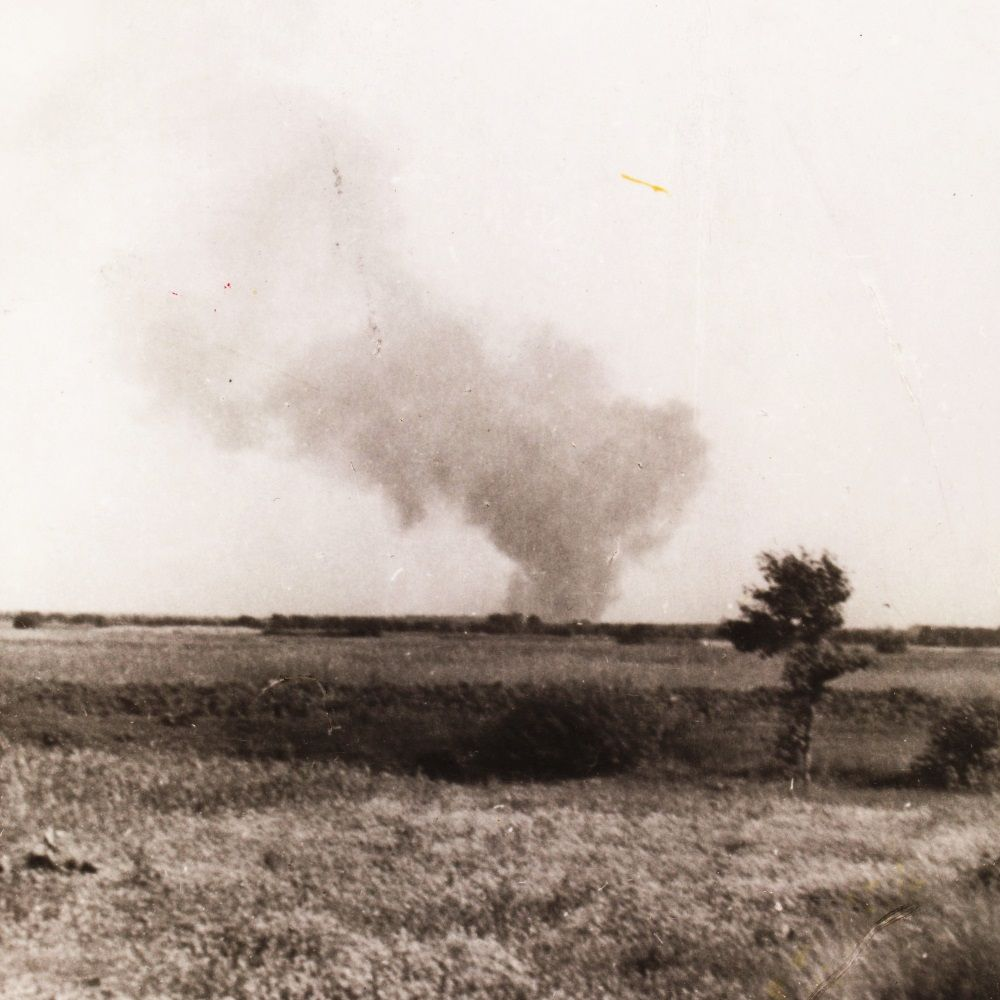
2 agosto 1943, Treblinka II in fiamme durante la rivolta dei prigionieri. Foto di Franciszek Ząbecki

Progettata e costruita al solo scopo di sterminare i suoi internati, Treblinka fu una delle sole tre strutture esistenti, le altre due furono Bełżec e Sobibór. Furono situati in aree boschive lontane dai centri abitati e collegate al sistema ferroviario polacco con una diramazione. I passaporti e il denaro venivano raccolti per la "custodia" presso una cassa allestita lungo il sentiero recintato che conduceva alle camere a gas travestito da docce comuni, direttamente dietro c'erano le fosse funerarie, scavate con un escavatore cingolato.

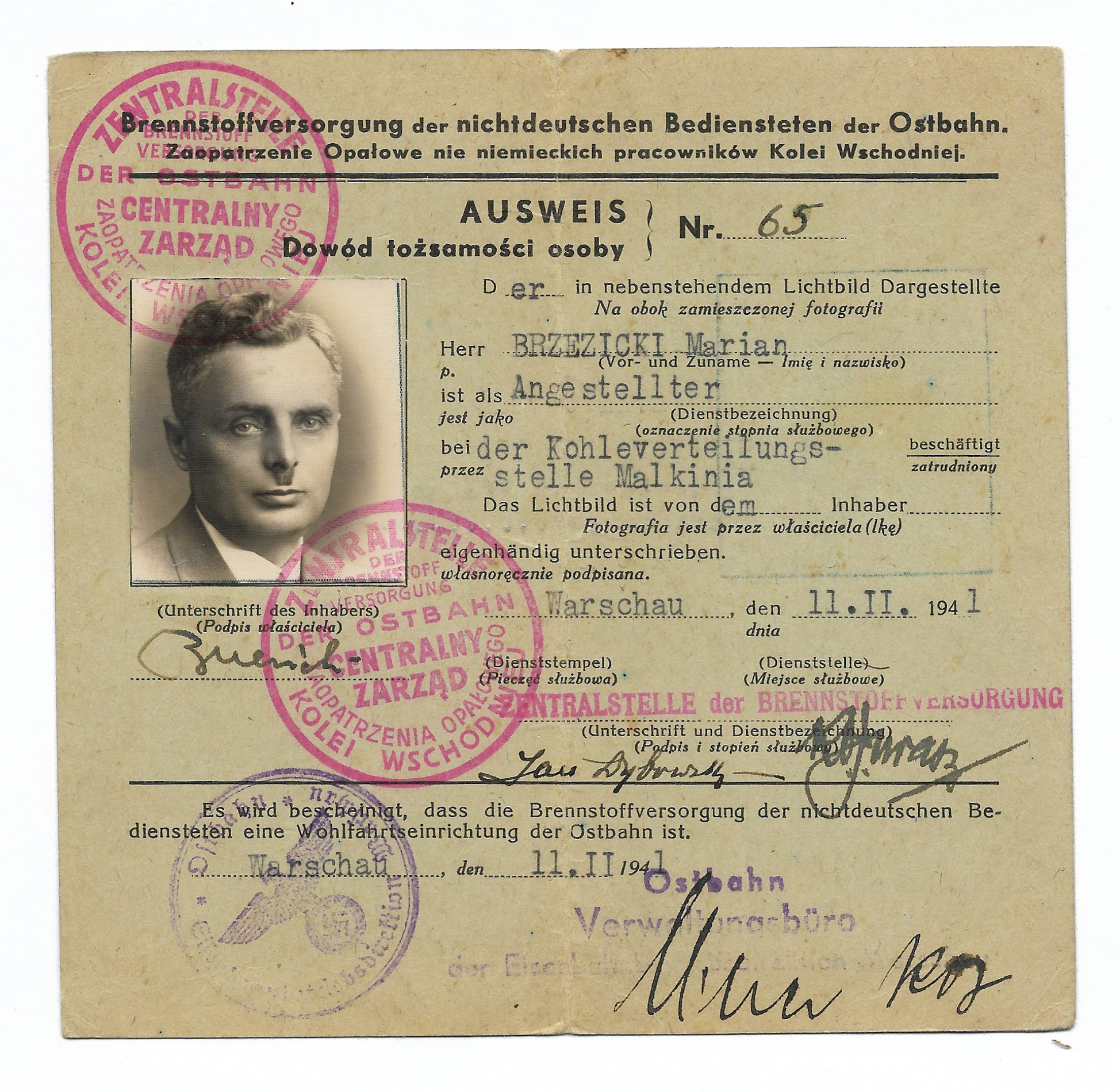
Tessera tedesca rilasciata a un lavoratore inviato alla stazione ferroviaria di Malkinia vicino a Treblinka

Situato a 80 chilometri a nord-est di Varsavia, Treblinka divenne operativo il 24 luglio 1942, dopo tre mesi di lavori forzati da parte degli espulsi dalla Germania. La spedizione degli ebrei dalla capitale polacca, il piano noto come Großaktion Warschau, iniziò immediatamente. Durante i due mesi dell'estate del 1942, circa 254000 detenuti del ghetto di Varsavia furono sterminati a Treblinka (secondo altri resoconti, almeno 300000). All'arrivo i trasportatori furono costretti a spogliarsi, prima gli uomini seguiti poi da donne e bambini, furono costretti in camere a doppia parete e assassinati in lotti di 200 individui, con l'utilizzo di gas di scarico generati da un motore a combustibile. Le camere a gas, costruite in mattoni e ampliate nell'agosto-settembre 1942, furono in grado di uccidere da 12000 a 15000 vittime ogni giorno, con una capacità massima di 22000 esecuzioni in ventiquattro ore. I morti furono inizialmente seppelliti in grandi fosse comuni, ma si sentiva l'odore dei corpi in decomposizione fino a dieci chilometri di distanza. Di conseguenza, i nazisti iniziarono a bruciare i corpi su griglie a cielo aperto fatte di pilastri di cemento e binari ferroviari. Il numero di persone uccise a Treblinka in circa un anno variò da 800000 a 1200000, senza cifre esatte disponibili. Il campo fu chiuso da Globocnik il 19 ottobre 1943, subito dopo la rivolta dei prigionieri di Treblinka, con l'operazione Reinhard quasi completata.

### Bełżec

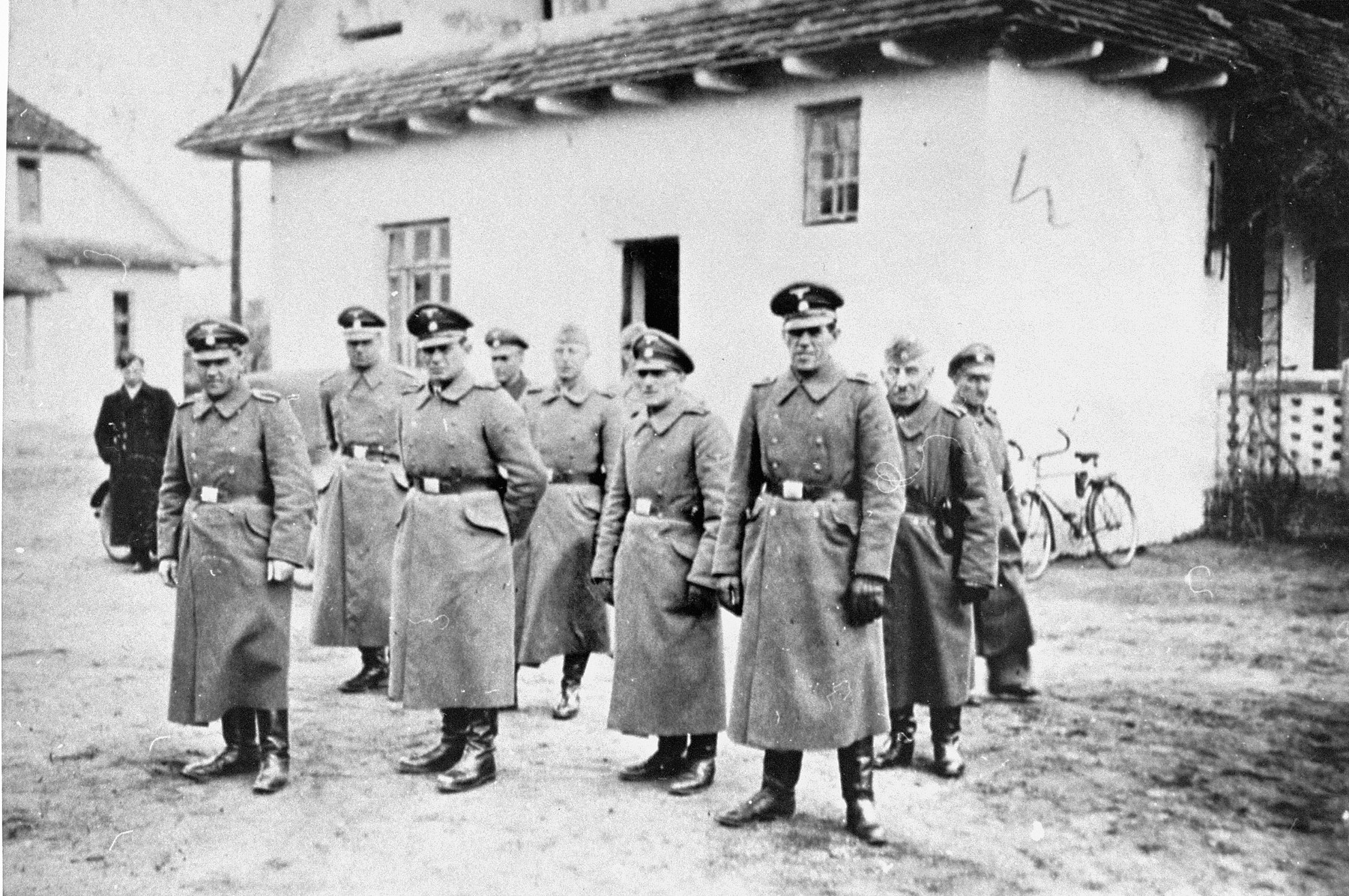
1942, SS-Totenkopfverbände nel campo di sterminio di Belzec

Il campo di sterminio di Bełżec, allestito vicino alla stazione ferroviaria di Bełżec nel distretto di Lublino, iniziò a funzionare ufficialmente il 17 marzo 1942, con tre camere a gas successivamente sostituite da altre sei realizzate con mattoni e malta, consentendo alla struttura di gestire oltre 1000 vittime per volta. Nel campo furono assassinati almeno 434500 ebrei, la mancanza di sopravvissuti accertati rende questo campo molto meno noto. I corpi dei morti, sepolti in fosse comuni, si gonfiarono per il caldo a causa della putrefazione, cosa che fece spaccare la terra e si risolse con l'introduzione dei fosse crematori dall'ottobre 1942.
Kurt Gerstein delle Waffen-SS, fornitore dello Zyklon B da Degesch durante l'Olocausto, scrisse dopo la guerra nel suo Rapporto Gerstein per gli Alleati che il 17 agosto 1942, a Belzec, assistettero all'arrivo di 45 carri con 6700 prigionieri, di cui 1450 erano già morti all'interno. Quel treno arrivò con il popolo ebraico del Ghetto di Leopoli, a meno di cento chilometri di distanza. L'ultimo carico di ebrei, compresi quelli che erano già morti durante il transito, arrivò a Bełżec nel dicembre 1942. L'incendio dei cadaveri riesumati continuò fino a marzo. I restanti 500 prigionieri del Sonderkommando smantellarono il campo e assistettero al processo di sterminio, furono poi assassinati nel vicino campo di sterminio di Sobibór nei mesi successivi.

### Sobibór

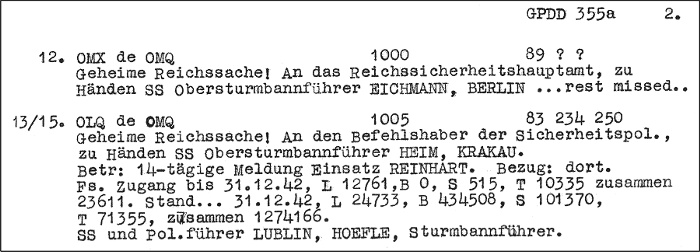
Il Telegramma Höfle conferma almeno 101370 deportazioni di ebrei verso il campo di sterminio di Sobibór nel 1942

Il campo di sterminio di Sobibór, camuffato da campo di transito ferroviario non lontano da Lublino, iniziò le operazioni di gasazione di massa nel maggio 1942. Come in altri centri di sterminio, gli ebrei in arrivo dai ghetti liquidati e dai campi di transito, come Izbica o Końskowola, furono accolti da un uomo delle SS vestito con un camice medico. L'Oberscharführer Hermann Michel diede il comando per la "disinfezione" dei prigionieri.
I nuovi arrivati furono costretti a dividersi in gruppi, consegnare i loro oggetti di valore e spogliarsi all'interno di un cortile recintato per fare il bagno, le donne si fecero tagliare i capelli dai barbieri del Sonderkommando. Una volta spogliati, gli ebrei furono condotti lungo uno stretto sentiero fino alle camere a gas mascherate da docce. Le vittime furono uccise con il monossido di carbonio prodotto da un motore a benzina rimosso da un carro armato dell'Armata Rossa. I loro corpi furono bruciati in fosse all'aperto su griglie di ferro, in parte alimentate dallo stesso grasso corporeo umano. I loro resti furono scaricati su sette "montagne di cenere". Il numero totale di ebrei polacchi assassinati a Sobibór è stimato in un minimo di 170000. Heinrich Himmler ordinò lo smantellamento del campo in seguito ad una rivolta dei prigionieri il 14 ottobre 1943; una delle sole due rivolte riuscite dei detenuti ebrei del Sonderkommando con 300 fuggitivi (la maggior parte di loro furono catturati dalle SS e uccisi).

### Lublino-Majdanek

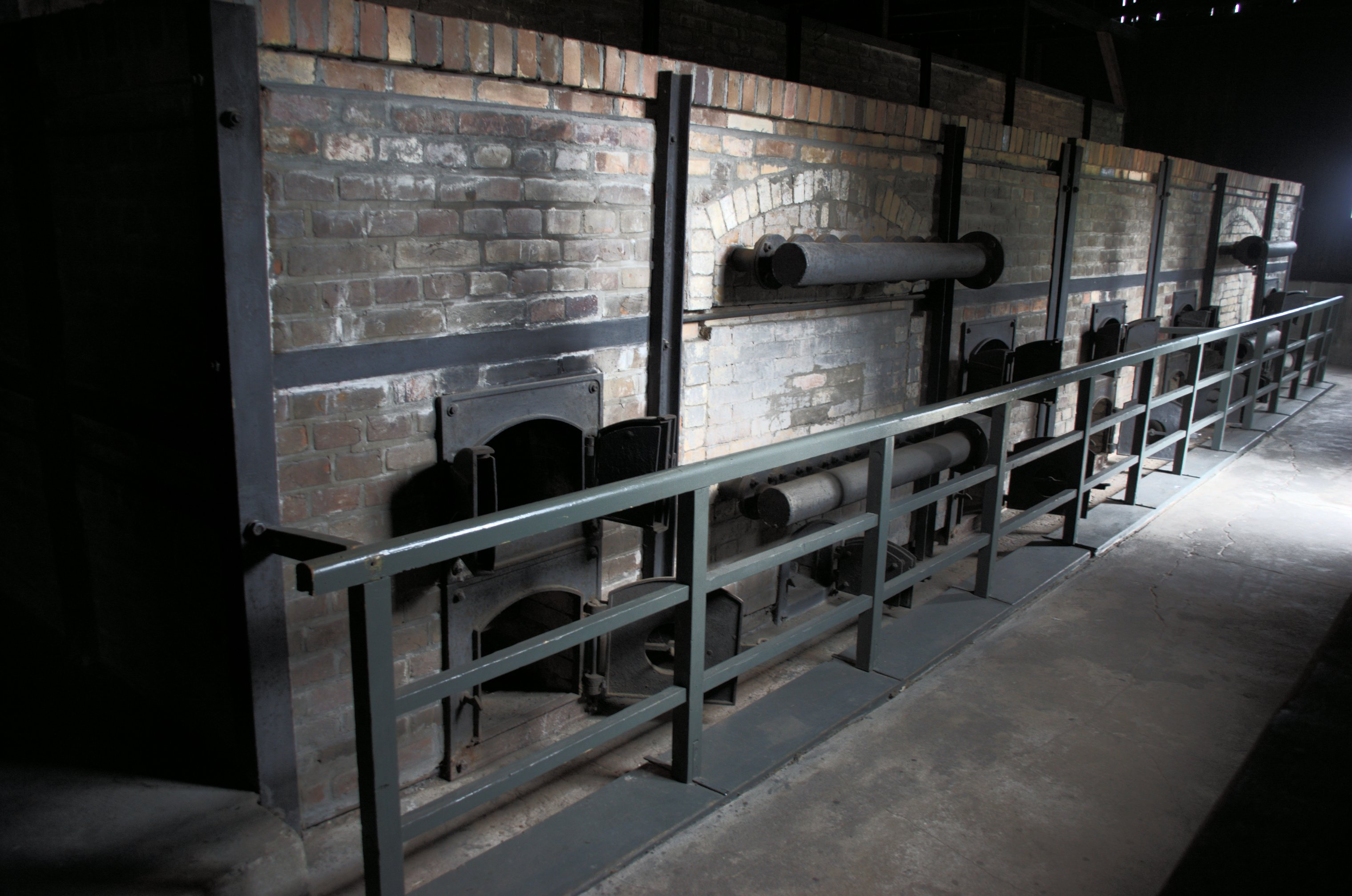
Forni crematori a Majdanek

Il campo di lavoro forzato di Majdanek situato alla periferia di Lublino, chiuso temporaneamente durante un'epidemia di tifo, fu riaperto nel marzo 1942 per l'operazione Reinhard come deposito per gli oggetti di valore rubati alle vittime dei centri di sterminio di Belzec, Sobibór e Treblinka. Divenne un luogo di sterminio occasionale per popolazioni ebraiche della Polonia sudorientale (Cracovia, Lwów, Zamość, Varsavia) dopo la costruzione delle camere a gas alla fine del 1942.
Nonostante il campo non rientrasse nel programma dei centri di sterminio voluti con l'Operazione Reinhard (come quelli di: Treblinka II, Bełżec e Sobibór) e «molti studiosi hanno tradizionalmente contato il campo di Majdanek come sesto centro di sterminio, una recente ricerca chiarisce meglio le funzioni [...] di Lublino / Majdanek». Servì «soprattutto per concentrare gli ebrei che i tedeschi avevano temporaneamente risparmiato dal lavoro forzato, [...] di tanto in tanto funzionò come un sito di uccisione per eliminare vittime che non potevano essere sterminati [...] a Belzec, Sobibor e Treblinka II», tanto che le persone che trovarono la morte secondo la ricerca dello studioso polacco Tomasz Kranz furono almeno 78000 di cui 60000 ebrei.
La gasazione degli ebrei polacchi fu eseguita alla vista degli altri detenuti, senza nemmeno la recinzione attorno alle strutture di sterminio. Secondo le testimonianze, "per soffocare le grida dei moribondi, i motori dei trattori venivano fatti funzionare vicino alle camere a gas", prima di portare i morti al crematorio. Majdanek fu il luogo dell'omicidio di 59000 ebrei polacchi, tra le sue 79000 vittime. Alla fine dell'operazione Aktion Erntefest condotta a Majdanek all'inizio di novembre 1943, il più grande massacro tedesco di ebrei durante l'intera guerra, il campo rimase con solo 71 ebrei in vita.

## Resistenza armata e rivolte del ghetto

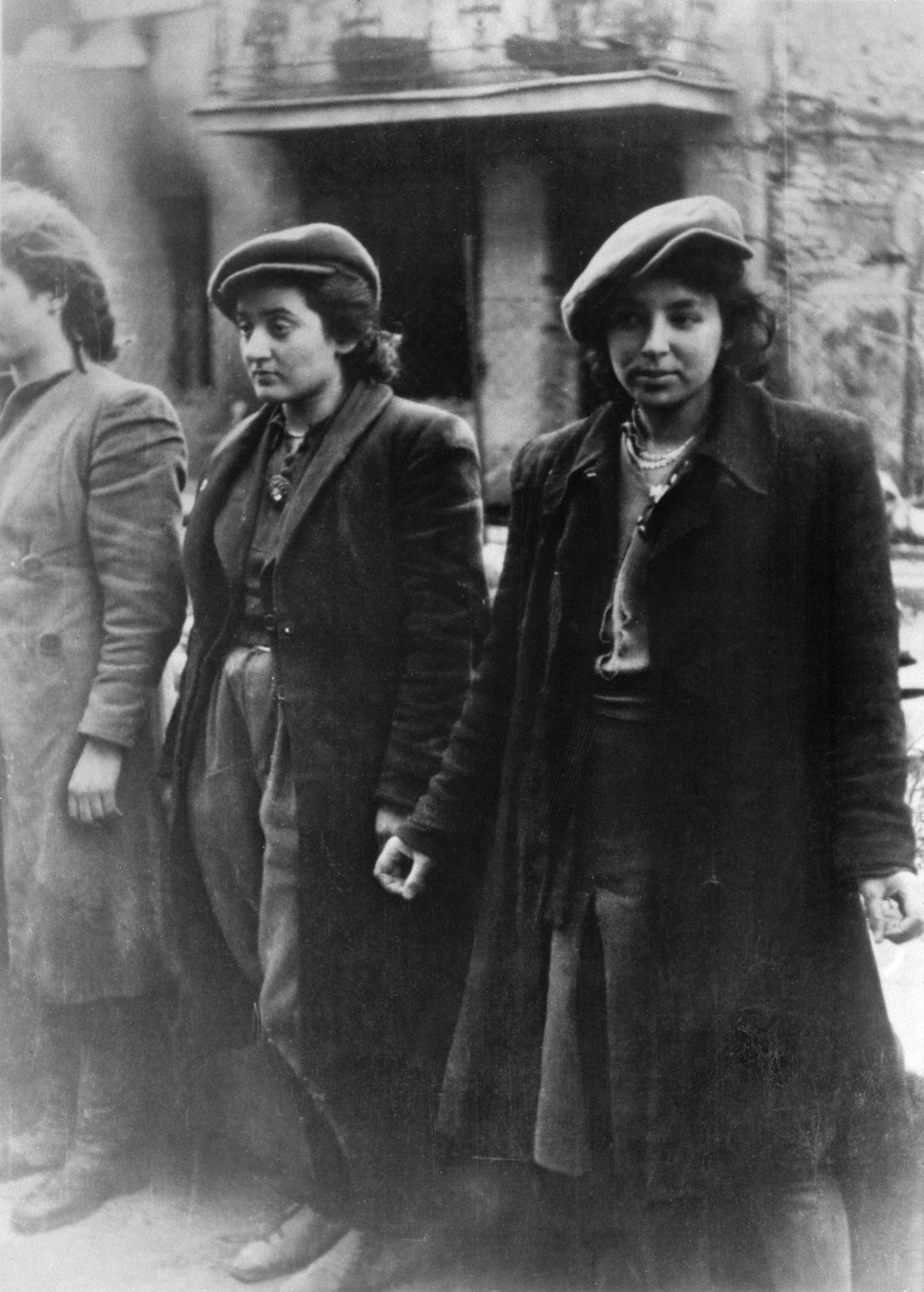
Donne ribelli ebree catturate dalle SS durante la rivolta del ghetto di Varsavia, dal Rapporto Stroop.

Esiste una sorta di luogo comune secondo cui la maggior parte degli ebrei andasse alla morte passivamente. Il 10% dell'esercito polacco che combatté da solo contro l'invasione nazista-sovietica della Polonia fu costituito da polacchi ebrei, circa 100000 soldati. Di questi, i tedeschi presero 50000 prigionieri di guerra e non li trattarono secondo la Convenzione di Ginevra: la maggior parte di questi prigionieri fu mandata prima nei campi di concentramento e poi nei campi di sterminio. Mentre la Polonia continuava a combattere la guerra di ribellione contro le potenze occupanti, altri ebrei si unirono alla Resistenza polacca, a volte formando unità esclusivamente ebraiche.
La resistenza degli ebrei ai nazisti comprendeva non solo la lotta armata, ma anche l'opposizione spirituale e culturale che portava dignità nonostante le condizioni di vita disumane nei ghetti. Molte furono le forme di resistenza anche se gli anziani furono terrorizzati dalla prospettiva di una rappresaglia di massa contro le donne e i bambini in caso di rivolta anti-nazista. Quando le autorità tedesche si impegnarono a liquidare i ghetti, nel 1939 fu sfruttata la resistenza armata in oltre 100 località su entrambi i lati del confine polacco-sovietico, principalmente nella Polonia orientale. Le rivolte scoppiarono in 5 grandi città, 45 paesi di provincia, 5 grandi campi di concentramento e sterminio, nonché in almeno altri 18 campi di lavoro forzato. In particolare, le uniche ribellioni nei campi nazisti furono quelle ebraiche.
Gli insorti del ghetto di Nieśwież nella Polonia orientale reagirono il 22 luglio 1942. La rivolta del ghetto di Łachwa scoppiò il 3 settembre. Il 14 ottobre 1942, il ghetto di Mizocz seguì l'esempio. Lo scontro a fuoco del ghetto di Varsavia del 18 gennaio 1943 portò alla più grande rivolta ebraica della seconda guerra mondiale lanciata il 19 aprile 1943. Il 25 giugno, gli ebrei del ghetto di Częstochowa si sollevarono. A Treblinka, i prigionieri del Sonderkommando, armati di armi rubate, attaccarono le guardie il 2 agosto 1943. Il giorno dopo, scoppiarono le rivolte del ghetto di Będzin e Sosnowiec. Il 16 agosto scoppiò la rivolta del ghetto di Białystok. La rivolta nel campo di sterminio di Sobibór avvenne il 14 ottobre 1943. Ad Auschwitz-Birkenau, gli insorti fecero saltare in aria uno dei forni crematori il 7 ottobre 1944. Una resistenza simile fu usata a Łuck, Mińsk Mazowiecki, Pińsk, Poniatowa, e Wilno.

## Polacchi ed ebrei
I cittadini polacchi sono il gruppo più numeroso per nazionalità con il titolo di Giusti tra le nazioni, come onorato da Yad Vashem. Alla luce delle dure punizioni inflitte dai tedeschi ai soccorritori, Yad Vashem definisce "impressionante" il numero dei Giusti polacchi. Secondo Gunnar S. Paulsson, è probabile che questi polacchi riconosciuti, cioè oltre 6000 persone, "rappresentino solo la punta dell'iceberg" dei soccorritori polacchi. Alcuni ebrei ricevettero l'aiuto organizzato da Żegota, l'organizzazione clandestina della resistenza polacca nella Polonia occupata dai tedeschi. Nel suo lavoro sugli ebrei di Varsavia, Paulsson dimostra che in condizioni molto più dure dell'occupazione, i cittadini polacchi di Varsavia sono riusciti a sostenere e nascondere una percentuale comparabile di ebrei ai cittadini di paesi occidentali come l'Olanda o la Danimarca.
Secondo la storica Doris Bergen, ci sono tre interpretazioni tradizionali delle relazioni tra cristiani polacchi ed ebrei durante la seconda guerra mondiale. La prima, Bergen si riferisce alla teoria dei "Poli come arci-antisemiti" che vede i polacchi come partecipanti all'Olocausto. Bergen respinge questo approccio sostenendo che, sebbene a volte possa essere "soddisfacente emotivamente", trascura la brutalità dell'occupazione tedesca diretta agli stessi polacchi. D'altro canto, Bergen pone la scuola di pensiero "tutti i polacchi furono vittime dell'Olocausto", che sottolinea il fatto che durante la guerra furono assassinati tanti non ebrei quanti ebrei polacchi. Questo approccio sostiene che i polacchi "hanno fatto tutto il possibile (...) date le circostanze" per aiutare gli ebrei e tende a vedere i polacchi cristiani come vittime tanto quanto gli ebrei. Bergen osserva che mentre questo studio ha prodotto un lavoro prezioso sulla sofferenza dei polacchi non ebrei durante la guerra, a volte raggiunge questo obiettivo sminuendo la sofferenza degli ebrei o persino ripetendo alcuni canard antisemiti. La terza interpretazione è la teoria delle "vittime ineguali", che vede sia i gentili polacchi che gli ebrei come vittime della Germania nazista ma in misura diversa; mentre un numero uguale di ciascun gruppo fu assassinato, i 3 milioni di polacchi non ebrei costituivano il 10% della rispettiva popolazione, ma per gli ebrei polacchi i 3 milioni assassinati costituivano l'80% della popolazione prebellica. Bergen afferma che mentre questa visione ha una certa validità, troppo spesso finisce per impegnarsi in una "competizione nella sofferenza" e che un tale "gioco di numeri" non ha senso morale quando si parla di agonia umana. In risposta a questi tre approcci, Bergen mette in guardia contro le generalizzazioni ampie, sottolinea la gamma di esperienze e osserva che i destini di entrambi i gruppi furono inesorabilmente legati tra loro.

### Antisemitismo
L'antisemitismo polacco aveva due motivi formativi: le pretese di contaminazione della fede cattolica e lo Żydokomuna (uno stereotipo antiebreo e anticomunista). Durante gli anni '30, i giornali cattolici in Polonia furono in accordo con l'antisemitismo social-darwinista dell'Europa occidentale e alla stampa nazista. Tuttavia, la dottrina della chiesa escludeva la violenza, che divenne più comune solo a metà degli anni '30. A differenza dell'antisemitismo tedesco, gli antisemiti politico-ideologici polacchi rifiutarono l'idea di genocidio o di pogrom degli ebrei, sostenendo invece l'emigrazione di massa.
L'occupazione basata sul terrore da parte di Stalin nella Polonia orientale nel 1939 portò ciò che Jan Gross chiama "l'istituzionalizzazione del risentimento", per cui i sovietici usarono sia i privilegi che le punizioni per accogliere e incoraggiare le differenze etniche e religiose tra ebrei e polacchi. Ci fu un'impennata nello sfruttamento dello stereotipo antisemita degli ebrei come traditori comunisti; esplose in un omicidio di massa quando la Germania nazista invase la Polonia orientale sovietica nell'estate del 1941. Un gruppo di almeno 40 polacchi, insieme a un numero non confermato di sostenitori tedeschi, uccise centinaia di ebrei nel pogrom di Jedwabne aggravato dal punto di vista razziale. Ci fu un'ondata di altri massacri di ebrei nella stessa regione di Łomża e Białystok, precedentemente occupata dai sovietici, più o meno nello stesso periodo, con vari gradi di incitamento o coinvolgimento degli squadroni della morte tedeschi: a Bielsk Podlaski (il villaggio di Pilki), Choroszcz, Czyżew, Goniądz, Grajewo, Jasionówka, Kleszczele, Knyszyn, Kolno, Kuźnica, Narewka, Piątnica, Radziłów, Rajgród, Sokoły, Stawiski, Suchowola, Szczuczyn, Trzcianne, Tykocin, Wasilków, Wąsosz e Wizna.

### Soccorso e aiuto

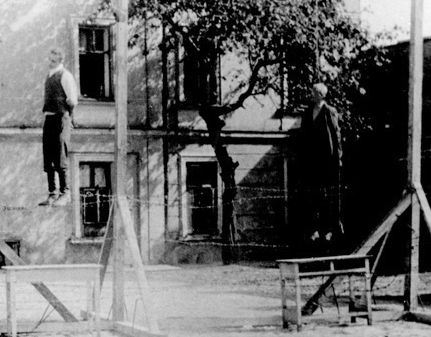
1943, impiccagione pubblica di polacchi etnici a Przemyśl, per aver aiutato gli ebrei

La stragrande maggioranza degli ebrei polacchi fu una "minoranza visibile", distinguibile per lingua, comportamento e aspetto. Nel censimento nazionale polacco del 1931, solo il 12% degli ebrei dichiarò il polacco come prima lingua, mentre il 79% indicò lo yiddish e il restante 9% l'ebraico come lingua madre, anche se il censimento potrebbe aver sottovalutato coloro la cui lingua principale fu il polacco: la capacità di parlare polacco fu un fattore chiave per la sopravvivenza, così come le risorse finanziarie per pagare gli aiutanti.
Il 10 novembre 1941, Hans Frank estese la pena capitale ai polacchi che aiutarono gli ebrei "in ogni modo: ospitandoli per una notte, dando loro un passaggio in un veicolo di qualsiasi tipo", o "dando da mangiare agli ebrei in fuga o vendendo loro dei prodotti alimentari". La legge fu pubblicizzata con manifesti affissi in tutte le principali città. Dei regolamenti simili furono emanati dai tedeschi negli altri territori che controllavano sul fronte orientale. Oltre 700 polacchi ricevettero il riconoscimento di Giusti tra le nazioni postumo, essendo stati assassinati dai tedeschi per aver aiutato o dato rifugio agli ebrei. Verso la fine del periodo di liquidazione dei ghetti, alcuni ebrei riuscirono a fuggire nella zona "ariana" e a sopravvivere con l'aiuto dei polacchi. Durante l'occupazione nazista, la maggior parte dei polacchi etnici furono essi stessi impegnati in una lotta disperata per sopravvivere. Tra il 1939 e il 1945, da 1,8 a 2,8 milioni di polacchi non ebrei furono assassinati dai nazisti e 150000 a causa delle repressioni sovietiche.
Circa un quinto della popolazione polacca morì prima della guerra: queste morti furono il risultato di deliberati atti di guerra, omicidi di massa, incarcerazione nei campi di concentramento, lavoro forzato, malnutrizione, malattie, rapimenti ed espulsioni. Allo stesso tempo, forse un milione di polacchi gentili aiutarono i loro vicini ebrei. Lo storico Richard C. Lukas fornisce una stima di tre milioni di aiutanti polacchi; una stima simile a quelle fornite da altri autori.
Migliaia di cosiddetti bambini del convento nascosti dai polacchi non ebrei e dalla Chiesa cattolica rimasero negli orfanotrofi gestiti dalle Suore della Famiglia di Maria in più di 20 località, similmente come in altri conventi cattolici. Data la severità delle misure tedesche intese a prevenire questo evento, il tasso di sopravvivenza tra i fuggitivi ebrei fu relativamente alto e di gran lunga il migliore per gli individui che aggirarono la deportazione.
Nel settembre 1942, su iniziativa di Zofia Kossak-Szczucka e con l'assistenza finanziaria dello Stato clandestino polacco, fu fondato un Comitato provvisorio per l'aiuto agli ebrei (Tymczasowy Komitet Pomocy Żydom) allo scopo di salvare gli ebrei. Fu sostituito dal Consiglio per gli aiuti agli ebrei (Rada Pomocy Żydom), noto con il nome in codice Żegota e presieduto da Julian Grobelny. Non si sa quanti ebrei, nel complesso, furono aiutati da Żegota; a un certo punto nel 1943 diede protezione a 2500 bambini ebrei nella sola Varsavia, grazie all'opera di Irena Sendler. Żegota ha ricevuto quasi 29 milioni di zlotych dal 1942 in poi per il sostegno di migliaia di famiglie ebree allargate in Polonia. Il governo polacco in esilio, con sede a Londra, fornì assistenza speciale con fondi, armi e altri rifornimenti, alle organizzazioni di resistenza ebraica come la Jewish Combat Organization e la Żydowski Związek Walki.
Si stima che tra i 30000 e i 60000 ebrei polacchi sopravvissero nascosti. Nel dopoguerra, alcuni soccorritori subirono ostilità o violenza per le loro precedenti azioni.
Il governo polacco in esilio fu il primo a rivelare l'esistenza dei campi di concentramento gestiti dai tedeschi e lo sterminio sistematico degli ebrei. Il genocidio è stato denunciato agli Alleati dal tenente Jan Karski; e dal capitano Witold Pilecki, che si lasciò deliberatamente imprigionare ad Auschwitz per raccogliere informazioni, e successivamente scrisse un rapporto di oltre 100 pagine per l'esercito nazionale polacco e gli alleati occidentali.

### Collaborazione e opportunismo
Il fenomeno della collaborazione polacca fu descritto da John Connelly e Leszek Gondek come marginale, se considerato nel contesto della storia europea e mondiale: le stime sulla quantità dei singoli collaboratori polacchi variano da un minimo di 7000 a diverse centinaia di migliaia. Secondo John Connelly "solo una percentuale relativamente piccola della popolazione polacca è impegnata in attività che possono essere descritte come collaborazione, se valutate nel contesto più ampio della storia europea e mondiale". La stessa popolazione, tuttavia, può essere accusata di indifferenza per la difficile situazione ebraica, fenomeno che Connelly chiama "collaborazione strutturale". Szymon Datner afferma che mentre meno polacchi hanno ucciso gli ebrei per avidità o per odio razziale rispetto a coloro che li hanno protetti e aiutati, il primo gruppo è stato più efficace nel farlo.
Alcuni contadini polacchi parteciparono alla Judenjagd, la cosiddetta caccia agli ebrei, organizzata dai tedeschi nelle campagne, dove secondo Jan Grabowski, circa l'80% degli ebrei che tentarono di nascondersi dai tedeschi finì per essere assassinata. Polacchi e ucraini hanno anche dato vita a diversi pogrom in tempo di guerra, come il pogrom di Jedwabne del 1941 e il pogrom di Leopoli. Secondo Grabowski, il numero delle vittime derivanti dalla Judenjagd potrebbe raggiungere le 200000 nella sola Polonia; Szymon Datner ha fornito una stima più bassa di 100000 ebrei che "cadderono preda dei tedeschi e dei loro aiutanti locali, o furono assassinati in varie circostanze inspiegabili".
Alcuni esponenti locali beneficiarono materialmente della persecuzione degli ebrei. Diverse migliaia di Szmalcowniki, cioè ricattatori, operarono in Polonia. Lo Stato clandestino polacco si oppose fermamente a questo tipo di collaborazione e minacciò di morte gli Szmalcowniki; le sentenze vennero generalmente pronunciate ed eseguite dai tribunali speciali. La proprietà ebraica, rilevata dai polacchi, fu un fattore alla base del pestaggio e dell'assassinio degli ebrei da parte dei polacchi tra l'estate 1944 e il 1946, compreso il pogrom di Kielce.
Oltre ai contadini e ai singoli collaboratori, le autorità tedesche mobilitarono anche la polizia polacca che in seguito divenne nota come la "Polizia Blu". Tra gli altri compiti, i poliziotti polacchi ebbero il compito di pattugliare i fuggitivi ebrei dal ghetto e di sostenere le operazioni militari contro la resistenza polacca. Al suo apice, nel maggio 1944, la Polizia Blu contava circa 17000 uomini. I tedeschi formarono anche il Baudienst ("servizio di costruzione") in diversi distretti del governatorato generale. I militari Baudienst vennero talvolta schierati a sostegno delle cosiddette Aktion, ad esempio per bloccare i quartieri ebraici o per perquisire le case degli ebrei in cerca di nascondigli e oggetti di valore. Nel 1944, la forza dei Baudienst era cresciuta fino a raggiungere i 45000 militari.
Le forze armate nazionali polacche di destra (Narodowe Siły Zbrojne, o NSZ), l'organizzazione nazionalista e anticomunista ampiamente percepita come antisemita, collaborò anche con i tedeschi in più occasioni, uccidendo o consegnando i partigiani ebrei alle autorità tedesche e uccidendo i profughi ebrei.

## Il ruolo delle minoranze nazionali nell'Olocausto
La Repubblica di Polonia fu un paese multiculturale fino a prima dello scoppio della seconda guerra mondiale, con quasi un terzo della sua popolazione proveniente da gruppi minoritari: 13,9% ucraini; 10% ebrei; 3,1% bielorussi; 2,3% tedeschi e 3,4% tra cechi, lituani e russi. Subito dopo la ricostituzione nel 1918 di uno stato polacco indipendente, circa 500000 profughi dalle repubbliche sovietiche giunsero in Polonia nella prima fuga spontanea dalla persecuzione avvenuta soprattutto in Ucraina dove si verificarono fino a 2000 pogrom durante gli anni della guerra civile. Nella seconda ondata di immigrazione, tra il novembre 1919 e il giugno 1924 circa 1200000 di persone lasciarono il territorio dell'URSS verso la nuova Polonia. Si stima che circa 460000 rifugiati parlassero il polacco come prima lingua. Tra il 1933 e il 1938, circa 25000 ebrei tedeschi fuggirono dalla Germania nazista per rifugiarsi in Polonia.
Circa un milione di cittadini polacchi furono membri della minoranza tedesca del paese. Dopo l'invasione del 1939, altre 1180000 persone di lingua tedesca vennero nella Polonia occupata, dal Reich (Reichsdeutsche) o da est (Volksdeutsche che diventò in seguito Heim ins Reich). Molte centinaia di uomini etnicamente tedeschi in Polonia si unirono alla Volksdeutscher Selbstschutz nazista così come alle formazioni Sonderdienst formate nel maggio 1940 dal Gauleiter Hans Frank di stanza nella Cracovia occupata. Allo stesso modo, tra i circa 30000 nazionalisti ucraini fuggiti a polnischen Gebiete, migliaia si unirono al pokhidny hrupy come sabotatori, interpreti e miliziani civili, addestrati nelle basi tedesche nel Distrikt Krakau.
L'esistenza di formazioni Sonderdienst fu un grave pericolo per i polacchi cattolici che tentarono di aiutare gli ebrei ghettizzati nelle città con consistenti minoranze tedesche e filo-tedesche, come nel caso di Izbica e dei ghetti di Mińsk Mazowiecki, tra i molti altri. Gli atteggiamenti antisemiti furono particolarmente visibili nelle province orientali occupate dai sovietici in seguito all'invasione sovietica di Kresy. La popolazione locale aveva assistito alle repressioni contro i propri compatrioti e alle deportazioni di massa in Siberia, condotte dall'NKVD sovietico, con alcuni ebrei locali che formarono le milizie, assumendo incarichi amministrativi strategici, e collaborando con l'NKVD. Altri locali presumevano che, spinti dalla vendetta, i comunisti ebrei fossero stati importanti nel tradire le vittime di etnia polacca e non ebrea.

### Pogrom e massacri

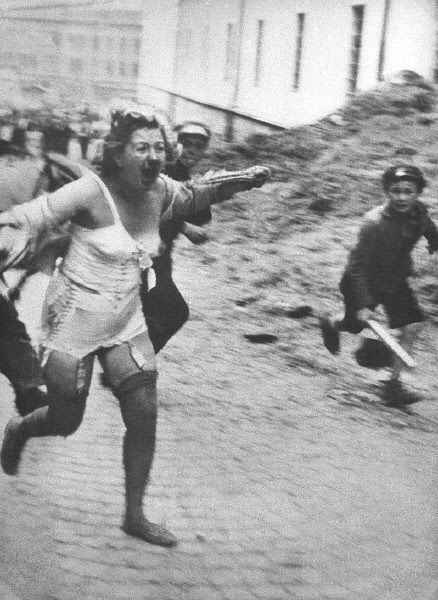
Donna ebrea inseguita da nazionalisti ucraini nel pogrom di Leopoli del 1941

Molti massacri furono compiuti nella Polonia orientale occupata con la partecipazione attiva della popolazione locale. Le linee guida per tali massacri furono formulate da Reinhard Heydrich, che ordinò ai suoi ufficiali di provocare i pogrom antiebraici sui territori appena occupati dalle forze tedesche. In vista dell'istituzione del ghetto di Vilnius, la quinta città più grande della Polonia prebellica e capoluogo di provincia in Lituania, i commando tedeschi ed i battaglioni di polizia ausiliaria lituana uccisero più di 21000 ebrei durante il Massacro di Ponary alla fine del 1941. A quel tempo, Vilnius aveva solo una piccola minoranza di lingua lituana, circa il 6% della popolazione della città. Nella serie dei pogrom di Leopoli commessi dai militanti ucraini nella città orientale, circa 6000 ebrei polacchi furono assassinati nelle strade tra il 30 giugno e il 29 luglio 1941, oltre a 3000 arresti e uccisioni di massa delle Einsatzgruppe C, le milizie ucraine formate dall'OUN con la benedizione delle SS per diffondere il terrore in dozzine di località nel sud-est della Polonia.
Molto prima che fosse istituito il ghetto di Tarnopol e solo due giorni dopo l'arrivo della Wehrmacht, furono uccisi fino a 2000 ebrei in Ucraina, un terzo di loro dalle milizie ucraine. Alcune delle vittime furono decapitate. Le SS spararono ai restanti due terzi, nella stessa settimana. A Stanisławów, altro capoluogo della provincia di Kresy, il 12 ottobre 1941 fu perpetrato il più grande massacro di ebrei polacchi prima dell'Aktion Reinhardt, mano nella mano da Orpo, SiPo e dalla polizia ausiliaria ucraina arrivata da Leopoli; nel cimitero furono allestiti tavoli con panini e bottiglie di vodka per i tiratori che avevano bisogno di riposare dal rumore assordante degli spari; 12000 ebrei furono assassinati prima del tramonto.
In totale, ci furono 31 pogrom mortali in tutta la regione organizzati insieme allo Schuma bielorusso, lituano e ucraino. Le tecniche di genocidio apprese dai tedeschi, come la pianificazione avanzata delle azioni di pacificazione, la selezione del sito e l'improvviso accerchiamento, divennero il segno distintivo dei massacri messi in atto dall'OUN-UPA dei polacchi e degli ebrei in Volinia e nella Galizia orientale a partire dal marzo 1943, parallelamente alla liquidazione dei ghetti nel Reichskommissariat Ostland ordinata da Himmler. Migliaia di ebrei sfuggiti alla deportazione e nascosti nelle foreste furono assassinati dai Banderiti.

## Sopravvissuti
Il numero esatto dei sopravvissuti all'Olocausto è sconosciuto. Fino a 300000 ebrei polacchi furono tra i 1,5 milioni di cittadini polacchi deportati dalla Polonia orientale dai sovietici dopo l'invasione nazista-sovietica della Polonia del 1939, mettendo gli ebrei in Siberia, nel profondo dell'URSS, e quindi fuori dalla portata dell'invasione nazista della Polonia orientale in 1941. Molti deportati morirono nei Gulag, ma migliaia di ebrei si unirono all'esercito polacco di Anders nel suo viaggio dai campi sovietici verso l'impero britannico e così diedero vita all'Aliyah; altre migliaia si unirono all'esercito polacco di Berling che combatté per tornare in Polonia e proseguire fino alla battaglia di Berlino. Probabilmente fino a 300000 ebrei polacchi fuggirono dalla Polonia occupata dai tedeschi nella zona occupata dai sovietici subito dopo l'inizio della guerra. Alcune stime forniscono numeri anche maggiori. In particolare, un'altissima percentuale di ebrei in fuga verso est erano gli uomini e le donne senza famiglia. Migliaia di loro morirono per mano di OUN-UPA, TDA e Ypatingasis būrys durante i massacri dei polacchi in Volinia, nell'Olocausto in Lituania e in Bielorussia.
La questione delle reali possibilità di sopravvivenza degli ebrei una volta iniziato l'Olocausto è ancora oggetto di studio tra gli storici. La maggior parte degli ebrei polacchi nel governatorato generale rimase immobile. Prima delle deportazioni di massa non vi era alcuna provata necessità di lasciare i luoghi familiari. Quando i ghetti furono chiusi dall'esterno, il contrabbando di cibo mantenne in vita la maggior parte degli abitanti. La fuga clandestina dalla parte "ariana" fu tentata da circa 100000 ebrei e, contrariamente alle idee popolari, il rischio che venissero consegnati dai polacchi fu molto limitato. I tedeschi resero estremamente difficile la fuga dai ghetti poco prima della deportazione nei campi di sterminio, mascherati ingannevolmente dal "reinsediamento in Oriente". Tutti gli abbonamenti furono cancellati, le mura ricostruite contenenti meno cancelli, i poliziotti sostituiti da uomini delle SS. Alcune vittime già deportate a Treblinka furono costrette a scrivere lettere formali a casa, affermando di essere al sicuro, circa altri 3000 caddero nella trappola tedesca dell'Hotel Polski. Molti ebrei ghettizzati non credettero a quello che stava succedendo fino alla fine, perché il risultato effettivo sembrava impensabile in quel momento.
David J. Landau suggerì anche che la debole leadership ebraica avrebbe potuto avere un ruolo importante. Allo stesso modo, Israel Gutmanha propose che la resistenza polacca avrebbe potuto attaccare i campi e far saltare in aria i binari ferroviari che li trasportavano, ma come notato da Paulsson, tali idee sono un prodotto del senno del poi.
Si stima che circa 350000 ebrei polacchi sopravvissero all'Olocausto. Circa 230000 di loro sopravvissero nell'URSS e nei territori polacchi controllati dai sovietici, inclusi uomini e donne fuggiti dalle aree occupate dalla Germania. Dopo la seconda guerra mondiale, un numero tra 150000 e 180000 ebrei polacchi furono rimpatriati, o espulsi, nella nuova Polonia insieme agli uomini più giovani arruolati nell'Armata Rossa nel 1940-1941. Le loro famiglie furono uccise durante l'Olocausto.
Gunnar S. Paulsson stimò che 30000 ebrei polacchi sopravvissero nei campi di lavoro; ma secondo Engelben 70000-80000 di loro furono liberati dai campi solo in Germania e Austria, tranne per il fatto che dichiarare la propria nazionalità non era di alcuna utilità per coloro che non intendevano tornare. Madajczyk stimò che fino a 110000 ebrei polacchi si trovassero nei campi profughi. Secondo Longerich, nelle foreste sopravvissero fino a 50000 ebrei (senza contare la Galizia) e anche tra i soldati che rientrarono in Polonia con l'"esercito di Berlino" polacco filosovietico formato da Stalin. Il numero di ebrei che si nascosero con successo dalla parte "ariana" dei ghetti potrebbe arrivare a 100000, secondo Peter Longerich, anche se molti furono assassinati dai Jagdkommandos tedeschi. Dariusz Stola ha riscontrato che le stime più plausibili erano comprese tra 30000 e 60000.
Non tutti i sopravvissuti si sono registrati presso il CKŻP (Comitato centrale degli ebrei polacchi) dopo la fine della guerra.

## Cambiamenti di frontiera e rimpatri

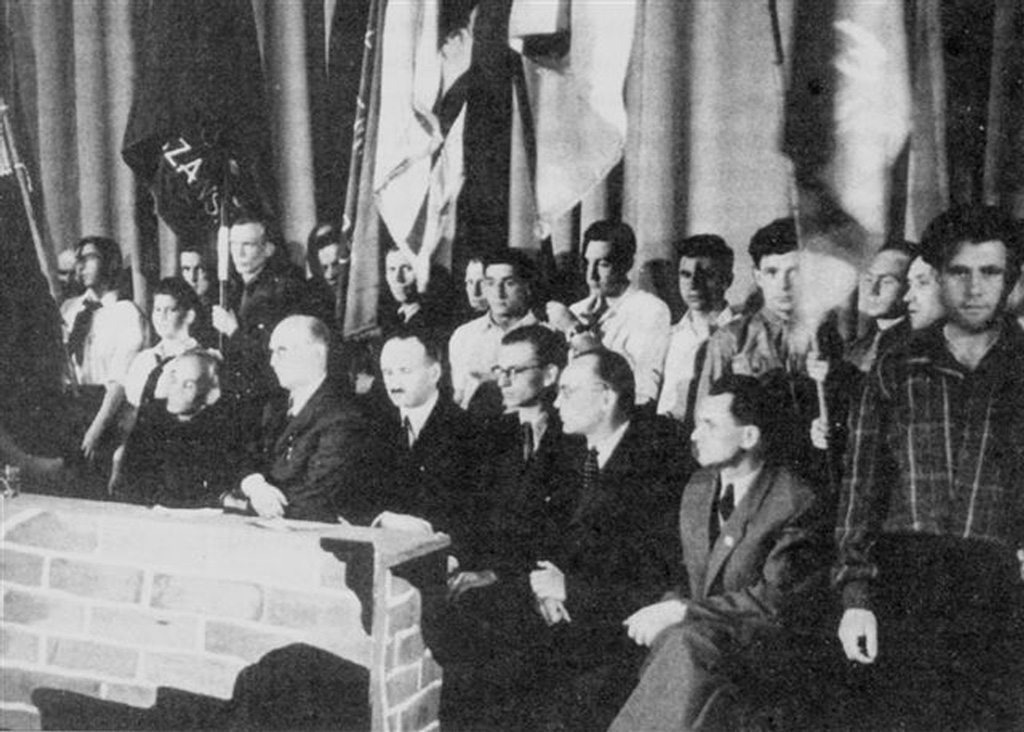
1946 Incontro dei membri di Żegota nell'anniversario della rivolta del ghetto di Varsavia

La resa tedesca nel maggio 1945 fu seguita da un enorme cambiamento nella geografia politica dell'Europa. I confini della Polonia furono ridisegnati dagli Alleati secondo le richieste avanzate da Stalin durante la Conferenza di Teheran, poi confermate come non negoziabili alla Conferenza di Yalta del 1945. Il governo polacco in esilio fu escluso dalla le trattative. Il territorio della Polonia è stato ridotto di circa il 20 per cento. Prima della fine del 1946 circa 1,8 milioni di cittadini polacchi furono espulsi e reinsediati con la forza entro i nuovi confini. Per la prima volta nella sua storia la Polonia diventò uno stato-nazione omogeneo con la ricchezza nazionale ridotta del 38 per cento. Il sistema finanziario polacco fu distrutto. L'intellighenzia fu in gran parte cancellata insieme agli ebrei e la popolazione si ridusse di circa il 33%.
A causa dello spostamento territoriale imposto dall'esterno, il numero dei sopravvissuti all'Olocausto rimane oggetto di discussione. Secondo le statistiche ufficiali, il numero degli ebrei nel paese cambiò drasticamente in brevissimo tempo. Nel gennaio 1946, il Comitato Centrale degli ebrei polacchi (CKŻP) registrò la prima ondata di circa 86000 sopravvissuti nelle vicinanze. Entro la fine di quell'estate, il numero era salito a circa 205000-210000, con 240000 registrazioni e oltre 30000 duplicati. I sopravvissuti inclusero anche i 180000 ebrei che arrivarono dai territori controllati dai sovietici in seguito agli accordi per il rimpatrio. Altri 30000 ebrei tornarono un decennio dopo in Polonia dall'URSS dopo la fine delle repressioni staliniste.

### Aliyah Betdall'Europa
Nel luglio 1946, quarantadue ebrei e due di etnia polacca furono assassinati nel pogrom di Kielce. Undici delle vittime sono morte per ferite da baionetta e altre undici sono state colpite a morte con fucili d'assalto militari, indicando così il coinvolgimento diretto delle truppe regolari. Il pogrom spinse il generale Spychalski, della PWP di Varsavia in tempo di guerra, a firmare un decreto legislativo che consentì ai sopravvissuti rimasti di lasciare la Polonia senza visti occidentali o permessi di uscita polacchi. Ciò servì anche a rafforzare l'accettazione del governo tra la destra anticomunista, oltre a indebolire la pressione britannica in Medio Oriente. La maggior parte dei rifugiati che attraversano i nuovi confini lasciò la Polonia senza un passaporto valido. Al contrario, l'Unione Sovietica riportò gli ebrei sovietici dai campi in URSS con la forza, insieme a tutti gli altri cittadini sovietici indipendentemente dai loro desideri, come concordato nella Conferenza di Yalta.
Il traffico attraverso i confini polacchi aumentò notevolmente. Nella primavera del 1947, in Polonia rimasero solo 90000 ebrei. La Gran Bretagna chiese alla Polonia di fermare l'esodo degli ebrei, ma la loro pressione fu in gran parte infruttuosa. Il massacro di Kielce fu condannato da un annuncio pubblico inviato dalla diocesi di Kielce a tutte le chiese: la lettera denunciava il pogrom e "sottolineava – ha scritto Natalia Aleksiun– che i valori cattolici più importanti erano l'amore per il prossimo e il rispetto per la vita umana. Alludeva anche all'effetto demoralizzante della violenza antiebraica, dal momento che il crimine è stato commesso in presenza di giovani e bambini".
Circa 7000 uomini e donne ebrei in età militare lasciarono la Polonia per la Palestina tra il 1947 e il 1948 come membri dell'organizzazione dell'Haganah: Il campo di addestramento fu allestito a Bolków, nella Bassa Slesia, con istruttori ebrei polacchi e fu finanziato dal JDC in accordo con l'amministrazione polacca. Il programma, che addestrava principalmente uomini di età compresa tra 22 e 25 anni per il servizio nelle forze di difesa israeliane, durò fino all'inizio del 1949. Partecipare all'addestramento era un modo conveniente per lasciare il paese, poiché i diplomati del corso non furono controllati al confine, e quindi avrebbero potuto trasportare anche oggetti di valore non dichiarati o persino armi da fuoco in numero limitato.

## Processi del dopoguerra
Dopo la guerra, il Tribunale militare internazionale al processo di Norimberga e il Tribunale Nazionale Supremo della Polonia conclusero che l'obiettivo delle politiche tedesche in Polonia, lo sterminio di ebrei, polacchi, rom e altri, aveva "tutte le caratteristiche del genocidio nel significato biologico di questo termine».

## Memoria e commemorazione dell'Olocausto

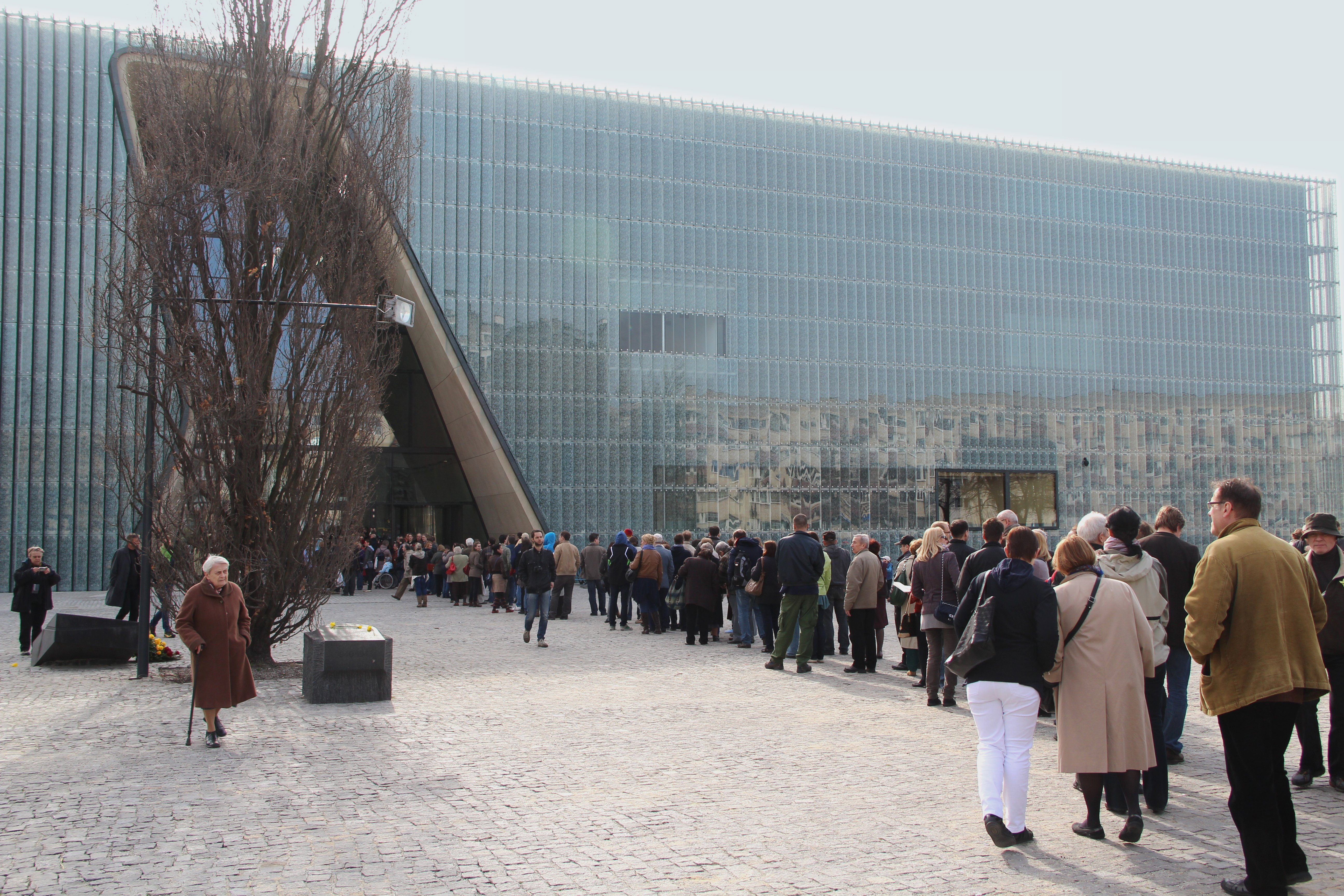
POLIN Museo della storia degli ebrei polacchi, Varsavia, aprile 2013

Ci sono un gran numero di memoriali in Polonia dedicati alla commemorazione dell'Olocausto. Il Monumento agli Eroi del Ghetto a Varsavia è stato inaugurato nell'aprile 1948. I principali musei includono il Museo statale di Auschwitz-Birkenau alla periferia di Oświęcim con 1,4 milioni di visitatori all'anno e il POLIN Museo della storia degli ebrei polacchi a Varsavia sul sito dell'ex Ghetto, presentando la storia millenaria degli ebrei in Polonia. Dal 1988, un evento internazionale annuale chiamato March of the Living si svolge ad aprile presso l'ex campo di Auschwitz-Birkenau nel giorno della memoria dell'Olocausto, con una partecipazione totale di oltre 150.000 giovani provenienti da tutto il mondo.
Ci sono musei statali sul terreno di ciascuno dei campi di sterminio dell'operazione Reinhard, incluso il Museo statale di Majdanek a Lublino, dichiarato monumento nazionale già nel 1946, con ancora intatte camere a gas e crematori. Le filiali del Museo Majdanek includono il Bełżec e il Sobibór Museum, dove vengono condotti studi geofisici avanzati da archeologi israeliani e polacchi. Il nuovo Museo di Treblinka è stato inaugurato nel 2006. Successivamente è stato ampliato e trasformato in una succursale del Museo Regionale di Siedlce situato in una storica Ratusz. C'è anche un piccolo museo a Chełmno nad Nerem.
La stazione ferroviaria di Radegast è un memoriale dell'Olocausto a Łódź. La fabbrica di smalti di Oskar Schindler copre l'Olocausto a Cracovia.
C'è un memoriale dell'Olocausto nell'ex Umschlagplatz a Varsavia.
Secondo un sondaggio del 2020 condotto da ricercatori dell'Università Jagellonica, solo il 10% degli intervistati è stato in grado di fornire la cifra corretta del numero di ebrei uccisi durante l'Olocausto in Polonia. La metà credeva che i polacchi non ebrei soffrissero allo stesso modo durante la guerra e il 20% pensava che i polacchi non ebrei soffrissero di più.

### Approfondimenti
- (EN) Ben-Sasson Havi, Relations Between Jews and Poles During the Holocaust: The Jewish Perspective, Gerusalemme, Yad Vashem, 2017, ISBN 978-965-308-524-4.